# РА3
РА3 (Рельсовый Автобус, 3-й тип), также получивший в 2020 году наименование «Орлан» — дизель-поезд, выпускавшийся АО «Трансмашхолдинг» на заводе АО «Метровагонмаш» с 2019 по 2022 год. В связи с начавшимся конфликтом с Украиной и уходом иностранных компаний из России после введения санкций, производство рельсовых автобусов данной модели было остановлено. Как и РА1, РА2, он официально классифицируется производителем как «рельсовый автобус». Заводское обозначение серии — модель 753. Разработан ООО «ТМХ Инжиниринг». Может поставляться в трёхвагонной (базовая) либо двухвагонной составности.
По состоянию на 2021 год эксплуатируется на сети ОАО «РЖД» (филиалами ОАО «РЖД» и оператором АО «Центральная ППК»), а также на Крымской железной дороге (оператором ООО «Южная ППК»).

## История создания и выпуска

### Предпосылки к созданию
В период с 2005 по 2015 год завод АО «Метровагонмаш», входящий в состав российского холдинга по производству железнодорожного подвижного состава АО «Трансмашхолдинг», серийно выпускал двухвагонные и трёхвагонные дизель-поезда серии РА2 (модель 750.05), также официально классифицируемые как рельсовые автобусы, построив в общей сложности более ста машин, подавляющее большинство которых поступило на железные дороги России, а с 2011 по 2016 год — двухвагонные дизель-поезда ДП-С (модель 750.25) для железных дорог Сербии.
В 2015 году по завершении выпуска РА2 в России и ряде других стран постсоветского пространства были разработаны, а в начале 2016 года введены в действие новые технические требования по безопасности и удобству пассажиров для рельсовых автобусов, к которым также причислялись дизель-поезда малой составности. Все новые поезда данного типа согласно этим требованиям должны были оснащаться разрушаемыми защитными крэш-элементами в лобовых и торцевых частях вагонов для гашения энергии удара в случае столкновения, а пассажирский салон оборудоваться системами кондиционирования и поддержания микроклимата с функцией обеззараживания воздуха, а также иметь места для проезда пассажиров в инвалидных колясках и подъёмники для их посадки и высадки с низких платформ в одном из вагонов. Выпускавшиеся ранее поезда РА2 не имели разрушаемых крэш-элементов и специально отведённых мест для проезда инвалидов, а кондиционерами оснащались только отдельные поезда служебного исполнения для инспекционных поездок.
При этом на неэлектрифицированных железных дорогах России по состоянию на 2016 год по-прежнему ощущался дефицит дизель-поездов. Значительную часть пригородных маршрутов вместо них обслуживали поезда тепловозной тяги с прицепными пассажирскими вагонами, что создавало дополнительные сложности в эксплуатации из-за необходимости перецепки тепловозов на конечных станциях. Использование мощных магистральных тепловозов для вождения пригородных поездов малой составности было неэкономичным из-за высокого расхода ими топлива, в связи с чем перевозчики были вынуждены переоборудовать под вождение пассажирских составов маневровые тепловозы, используя их нецелевым образом. В конце 2010-х годов истекал назначенный срок службы автомотрис АЧ2 с вагонами АПЧ2 для работы в пассажирском сообщении, и им также требовалась замена новыми дизель-поездами. В связи с этим крупнейшие российские железнодорожные перевозчики в пригородном сообщении — ОАО «Российские железные дороги» (РЖД) и АО «Центральная пригородная пассажирская компания» (ЦППК) — обратились в АО «Трансмашхолдинг» с запросом о создании новых дизель-поездов малой составности, соответствующих современным требованиям.

### Проектирование
Разработка новой модели дизельных поездов (рельсовых автобусов) РА3 была начата в конце 2017 года компанией ООО «ТМХ Инжиниринг», наряду с АО «Метровагонмаш» входящей в состав АО «Трансмашхолдинг». Проектно-конструкторские работы велись под руководством главного конструктора Евгения Бандурина конструкторским бюро «Городской транспорт» — обособленным подразделением ООО «ТМХ Инжиниринг», расположенным в г. Мытищи при заводе АО «Метровагонмаш», на котором впоследствии было организовано производство поездов новой модели. Тесное посредничество в создании поезда приняли представители заказчика (АО «ЦППК»), вносившие пожелания и предложения по его конструкции.
За основу конструкции РА3 была взята конструкция дизель-поездов предыдущих серий (РА2 и ДП-С), которая была переработана с учётом новых требований по безопасности, комфорту и эстетике элементов экстерьера и интерьера. Была разработана новая лобовая маска головных вагонов, адаптированная под установку крэш-элементов и обеспечивающая улучшенный обзор для локомотивной бригады, изменена геометрия кузова, за счёт чего стало возможным увеличить ширину прохода между сиденьями, установлены буфера и сцепные устройства с разрушаемыми крэш-элементами. Пассажирский салон был также значительно доработан: в нём появились места для инвалидов, подъёмники и просторный туалет в одном из вагонов, увеличено число мест в вагонах без мест для инвалидов, установлены системы поддержания микроклимата, видеонаблюдения, пожарной безопасности и энергосберегающего освещения. Для кабины машиниста был разработан новый пульт управления, а поезд оснащён современной микропроцессорной системой. Передаточное число редуктора было изменено, благодаря чему, не меняя существенно мощность двигателя, удалось повысить конструкционную скорость до 120 км/ч. С учётом анализа эксплуатации РА2 для снижения потребления топлива и расходов на обслуживание была создана новая система управления торможением поезда с использованием смешанного гидродинамического и электропневматического торможения, а также усовершенствован ряд элементов поезда для повышения эксплуатационной надёжности, в результате чего проектный срок службы новых поездов был увеличен с 25 до 40 лет.
Впервые концепт рельсовых автобусов РА3 был представлен АО «Трансмашхолдинг» в 2018 году. К концу года ЦППК заключила с АО «Трансмашхолдинг» контракт на поставку 23 составов РА3 (17 двухвагонных и 6 трёхвагонных), со сроком выполнения на 2019—2020 годы.

### Выпуск и испытания
Первый рельсовый автобус РА3 с номером 001 был построен в январе 2019 года, а его презентация состоялась в феврале в московском депо Лихоборы. В марте 2019 года был построен второй состав 002. Оба поезда изначально были окрашены в фирменную бело-серую окраску ЦППК «Наше Подмосковье», которая использовалась для находящихся в собственности компании электропоездов ЭД4М и ЭП2Д. В мае 2019 года для ЦППК был выпущен третий состав «Орлан» под номером 003, который получил новую оригинальную оранжево-чёрно-голубую окраску. Эта окраска стала применяться для всех остальных поставляемых для ЦППК составов РА3, а первые два состава перед передачей заказчику тоже перекрашены в неё.
13 марта 2019 года начались сертификационные испытания данной модели. Для этого на экспериментальное кольцо Всероссийского научно-исследовательского института железнодорожного транспорта (ЭК ВНИИЖТ, в городском округе Щербинка) направили первые два опытных состава. В ходе этих испытаний опытный образец прошёл тестовый пробег 5000 км; были проверены такие показатели, как плавность хода, торможение, средняя скорость, воздействие на путь, работа климатической системы. После ЭК ВНИИЖТ, 1 июня того же года, поезд прибыл для последующих испытаний на скоростной полигон в городе Белореченске. Проверке подверглись коэффициенты запаса устойчивости против схода колеса с рельса, коэффициент запаса сопротивления усталости конструкции в динамике и прочие показатели; проведена диагностика систем противопожарной безопасности и климат-контроля. Этот этап завершился несколько раньше намеченного срока. 22 июля был получен сертификат, подтверждающий соответствие серии РА3 требованиям, предъявляемым к безопасности железнодорожного транспорта и пассажирских перевозок. В сентябре 2019 года был выпущен первый трёхвагонный состав РА3 с номером 018, который вскоре был отправлен на кольцо ВНИИЖТ совместно с двухвагонным составом 013 для прохождения испытаний, по окончании которых в феврале 2020 года АО «Метровагонмаш» получило сертификат и на него.
В июле 2019 года была выпущена и подготовлена к отправке первая партия двухвагонных составов для АО «Пассажирская компания „Сахалин“». Эти три поезда получили номера 024—026, поскольку первые 23 номера были зарезервированы за партией составов для ЦППК, хотя большинство из них ещё не было выпущено на тот момент. Поезда были окрашены в фирменную окраску ОАО «РЖД» из красного, светло-серого и тёмно-серого цветов. В дальнейшем все последующие «Орланы» не для ЦППК продолжили нумерацию с 027 и стали получать аналогичную окраску. В 2020 году была выпущена партия из девяти поездов для Южной пригородной пассажирской компании (ЮППК), которые получили голубую окраску с белыми полосами и узорами в виде морских волн. В том же году были построены три поезда с номерами 044—046 (два трёхвагонных и один двухвагонный), оснащённые салонами повышенной комфортности с креслами второго класса.
Данные о производстве поездов на февраль 2023 года:
| Год выпуска | Вагонов на состав | Количество составов | Номера составов                                                                                       | Количество вагонов | Количество вагонов |
| Год выпуска | Вагонов на состав | Количество составов | Номера составов                                                                                       | Мг                 | Пп                 |
| ----------- | ----------------- | ------------------- | --- | ------------------ | ------------------ |
| 2019        | 2                 | 28                  | 001—017, 024—034                                                                                      | 58                 | 1                  |
| 2019        | 3                 | 1                   | 018                                                                                                   | 58                 | 1                  |
| 2020        | 2                 | 17                  | 037, 039—043, 046, 049—055, 057—059                                                                   | 60                 | 13                 |
| 2020        | 3                 | 13                  | 019—023, 035, 036, 038, 044, 045, 047, 048, 056                                                       | 60                 | 13                 |
| 2021        | 2                 | 11                  | 066—068, 073—080                                                                                      | 42                 | 10                 |
| 2021        | 3                 | 10                  | 060—065, 069—072                                                                                      | 42                 | 10                 |
| 2022        | 2                 | 7                   | 081, 083, 085, 086, 088, 090, 091                                                                     | 22                 | 4                  |
| 2022        | 3                 | 4                   | 082, 084, 087, 089                                                                                    | 22                 | 4                  |
| Всего       | 2                 | 63                  | 001—017, 024—034, 037, 039—043, 046, 049—055, 057—059, 066—068, 073—081, 083, 085, 086, 088, 090, 091 | 182                | 28                 |
| Всего       | 3                 | 28                  | 018—023, 035, 036, 038, 044, 045, 047, 048, 056, 060—065, 069—072, 082, 084, 087, 089                 | 182                | 28                 |

- Варианты окраски РА3
- Двухвагонные РА3-002 и 007 в оранжево-чёрно-голубой окраске ЦППК
- Трёхвагонный РА3-036 в бело-голубой окраске ЮППК
- Трёхвагонный РА3-048 в красно-серой окраске РЖД

### Перспективы развития проекта
В 2019 году генеральный директор АО «Трансмашхолдинг» Кирилл Липа заявил, что планируется в дальнейшем создать на базе РА3 поезд, на котором вместо дизельного двигателя будут устанавливаться водородные топливные элементы. Эти работы предполагается выполнять совместно с компанией Alstom. Проект планируется реализовать сначала на Сахалине, с поставкой 13 водородных составов. Над этой задачей работают ОАО «РЖД», Госкорпорация «Росатом», АО «Трансмашхолдинг» и администрация Сахалинской области. По состоянию на февраль 2021 года подготовлены эксплуатационная и финансовая модели, разработано технико-экономическое обоснование проекта пассажирских перевозок по Сахалину. Для сравнения, обычному РА3 в год нужно около 900 тонн топлива, и при этом он выбрасывает в атмосферу 67 тонн парникового газа, а водородному — всего 223,4 тонны, с выделением дистиллированной воды вместо дизельного выхлопа. Первый состав планируется создать к 2024 году, а к 2030 году — поставить 13 составов.

## Общие сведения

### Назначение
РА3 создан для пригородных пассажирских перевозок на расстояния до 200 км на неэлектрифицированных участках железнодорожных линий колеи 1520 мм, оборудованных как низкими, так и высокими платформами. Рекомендуемый срок эксплуатации поезда составляет 40 лет, пробег — 4,8 млн км.

### Составность
Для состава РА3 разработаны два типа вагонов: моторный головной (Мг) и прицепной промежуточный (Пп). Вагон Мг имеет два исполнения: стандартный, без мест для инвалидов в колясках (модель 753.10) и с уменьшенным числом сидячих мест, оборудованный такими местами (модель 753.11), а вагон Пп — только стандартный (модель 753.20).
Основная составность — три вагона (композиция Мг+Пп+Мг). Также один РА3 может состоять из двух головных вагонов (2Мг). Предусмотрена эксплуатация двух таких поездов (по два и/или три вагона) или трёх двухвагонных поездов по системе многих единиц (СМЕ), то есть также возможны составности:
- четырёхвагонная, с композицией 2×2Мг;
- пятивагонная, с композицией (Мг+Пп+Мг)+2Мг;
- шестивагонная, с композицией 2×(Мг+Пп+Мг);
- шестивагонная, с композицией 3×(Мг+Мг).

### Технические характеристики
Основные параметры дизель-поездов РА3 двухвагонной (2Мг) и трёхвагонной (Мг+Пп+Мг) составности и вагонов:
| Параметр                                                   | Параметр                                                           | Вагон            | Вагон            | Вагон       | Дизель-поезд           | Дизель-поезд           |
| Параметр                                                   | Параметр                                                           | 753.10 (Мг)      | 753.11 (Мг)      | 753.20 (Пп) | двухвагонный           | трёхвагонный           |
| ---------------------------------------------------------- | ------------------------------------------------------------------ | ---------------- | ---------------- | ----------- | ---------------------- | ---------------------- |
| Осевая формула                                             | Осевая формула                                                     | 20−2             | 20−2             | 2-2         | (20−2)+(2−20)          | (20−2)+(2−2)+(2−20)    |
| Количество дверей                                          | Количество дверей                                                  | 2×1              | 2×1              | 2×2         | 2×2                    | 2×4                    |
| Размеры                                                    |                                                                    |                  |                  |             |                        |                        |
| Габарит по ГОСТ 9238                                       | Габарит по ГОСТ 9238                                               | 1-ВМ             | 1-ВМ             | 1-ВМ        | 1-ВМ                   | 1-ВМ                   |
| Габаритные размеры, мм                                     | Длина по осям сцепных устройств                                    | 23 780           | 23 780           | ?           | 47 560                 | ?                      |
| Габаритные размеры, мм                                     | Ширина по кузову                                                   | 3140             | 3140             | 3140        | 3140                   | 3140                   |
| Габаритные размеры, мм                                     | Высота от уровня головок рельс                                     | 4690             | 4690             | 4690        | 4690                   | 4690                   |
| Габаритные размеры, мм                                     | Шкворневая база вагона                                             | 15 000           | 15 000           | ?           | ——                     | ——                     |
| Высота основания кузова от уровня головок рельс, мм        | по нижней кромке                                                   | 1020             | 1020             | 1020        | 1020                   | 1020                   |
| Высота основания кузова от уровня головок рельс, мм        | по полу в салоне                                                   | 1300             | 1300             | 1300        | 1300                   | 1300                   |
| Высота оси сцепных устройств, мм                           | головных                                                           | 1060             | 1060             | ——          | 1060                   | 1060                   |
| Высота оси сцепных устройств, мм                           | межвагонных                                                        | 930              | 930              | 930         | 930                    | 930                    |
| Размеры ходовой части, мм                                  | Колёсная база тележки                                              | 2150             | 2150             | 2150        | 2150                   | 2150                   |
| Размеры ходовой части, мм                                  | Диаметр колёс                                                      | 860—810          | 860—810          | 860—810     | 860—810                | 860—810                |
| Размеры ходовой части, мм                                  | Ширина колеи                                                       | 1520             | 1520             | 1520        | 1520                   | 1520                   |
| Размеры ходовой части, мм                                  | Расстояние между внутренними гранями колёс                         | 1440             | 1440             | 1440        | 1440                   | 1440                   |
| Весовые характеристики                                     |                                                                    |                  |                  |             |                        |                        |
| Масса тары, т                                              | Масса тары, т                                                      | 50,50            | 51,00            | 39,24       | 101,50                 | 140,74                 |
| Максимальная нагрузка от оси на рельсы, тс                 | Максимальная нагрузка от оси на рельсы, тс                         | 16               | 16               | 16          | 16                     | 16                     |
| Пассажировместимость                                       |                                                                    |                  |                  |             |                        |                        |
| Число сидячих мест                                         | основных в салоне 3 класса                                         | 73               | 60 (62)          | 96          | 133 (135)              | 229                    |
| Число сидячих мест                                         | основных в салоне 2 класса                                         | 42               | 36               | 56          | 78                     | 134                    |
| Число сидячих мест                                         | откидных (о) либо полусидячих (п)                                  | 2 о / 2 п        | 3 о / 2 п        | ——          | 5 о / 4 п              | 5 о / 4 п              |
| Число прислонных мест для инвалидных колясок               | Число прислонных мест для инвалидных колясок                       | ——               | 2                | ——          | 2                      | 2                      |
| Вместимость для стоячих пассажиров в салоне 3 класса, чел. | при расчётной заполненности (3 чел/м²)                             | 48               | 50               | 63          | 98                     | 161                    |
| Вместимость для стоячих пассажиров в салоне 3 класса, чел. | при максимальной заполненности (7 чел/м²)                          | 112              | 117              | 148         | 229                    | 377                    |
| Общая вместимость в салоне 3 класса, чел.                  | при расчётной заполненности                                        | 121              | 110              | 159         | 231                    | 390                    |
| Общая вместимость в салоне 3 класса, чел.                  | при максимальной заполненности                                     | 185              | 177              | 244         | 362                    | 606                    |
| Тягово-энергетические характеристики                       |                                                                    |                  |                  |             |                        |                        |
| Скорость, км/ч                                             | конструкционная                                                    | 120              | 120              | 120         | 120                    | 120                    |
| Скорость, км/ч                                             | максимальная эксплуатационная                                      | 120              | 120              | 120         | 120                    | 120                    |
| Среднее ускорение до 60 км/ч, м/c²                         | Среднее ускорение до 60 км/ч, м/c²                                 | 0,37             | 0,37             | ——          | 0,37                   | 0,25                   |
| Мощность по дизелю, кВт (л. с.)                            | Мощность по дизелю, кВт (л. с.)                                    | 360 (≈490)       | 360 (≈490)       | ——          | 2×360=720 (≈2×490=980) | 2×360=720 (≈2×490=980) |
| Удельный расход топлива в дизеле, г/кВт⋅ч                  | при номинальной мощности                                           | 210—218          | 210—218          | ——          | 210—218                | 210—218                |
| Удельный расход топлива в дизеле, г/кВт⋅ч                  | при оптимальной мощности (60 % номинальной)                        | 198—200          | 198—200          | ——          | 198—200                | 198—200                |
| Расход топлива в дизеле, л/ч                               | при номинальной мощности                                           | 91,1—94,6        | 91,1—94,6        | ——          | 182,2—189,2            | 182,2—189,2            |
| Расход топлива в дизеле, л/ч                               | при оптимальной мощности (60 % номинальной)                        | 51,6—52,1        | 51,6—52,1        | ——          | 103,2—104,2            | 103,2—104,2            |
| Расход топлива в дизеле, л/ч                               | на холостом ходу                                                   | 2,30             | 2,30             | ——          | 4,60                   | 4,60                   |
| Частота вращения вала дизеля, об/мин                       | номинальная                                                        | 1800             | 1800             | ——          | 1800                   | 1800                   |
| Частота вращения вала дизеля, об/мин                       | минимальная на холостом ходу                                       | 800              | 800              | ——          | 800                    | 800                    |
| Максимальный крутящий момент, Н⋅м                          | на выходе дизеля (при 1300 об/мин)                                 | 2200             | 2200             | ——          | 2200                   | 2200                   |
| Максимальный крутящий момент, Н⋅м                          | на выходе гидропередачи                                            | 6000             | 6000             | ——          | 6000                   | 6000                   |
| Размеры цилиндров дизеля                                   | Диаметр цилиндра, мм                                               | 128              | 128              | ——          | 128                    | 128                    |
| Размеры цилиндров дизеля                                   | Ход поршня, мм                                                     | 166              | 166              | ——          | 166                    | 166                    |
| Размеры цилиндров дизеля                                   | Рабочий объём, л                                                   | 6 × 2,14 = 12,84 | 6 × 2,14 = 12,84 | ——          | 12 × 2,14 = 25,68      | 12 × 2,14 = 25,68      |
| Параметры бортового генератора                             | Выходное напряжение, В                                             | ~400             | ~400             | ——          | ~400                   | ~400                   |
| Параметры бортового генератора                             | Частота выходного напряжения (вращения ротора), Гц                 | 50               | 50               | ——          | 50                     | 50                     |
| Параметры бортового генератора                             | Номинальный ток, А                                                 | ~101             | ~101             | ——          | ~101                   | ~101                   |
| Параметры бортового генератора                             | Максимальная мощность, кВ⋅А                                        | 70               | 70               | ——          | 2×70=140               | 2×70=140               |
| Тормозной путь при полной нагрузке, м                      | от скорости 100 км/ч                                               | 651              | 651              | ——          | 651                    | ?                      |
| Тормозной путь при полной нагрузке, м                      | от скорости 120 км/ч                                               | 716              | 716              | ——          | 716                    | ?                      |
| Экипировка                                                 |                                                                    |                  |                  |             |                        |                        |
| Запас топлива, л                                           | Запас топлива, л                                                   | 700              | 700              | ——          | 2×700=1400             | 2×700=1400             |
| Запас масла, л                                             | дизеля                                                             | 48               | 48               | ——          | 2×48=96                | 2×48=96                |
| Запас масла, л                                             | в гидростатической системе вспомогательного привода                | 60               | 60               | ——          | 2×60=120               | 2×60=120               |
| Запас масла, л                                             | гидропередачи (без теплообменника и трубопровода)                  | 75               | 75               | ——          | 2×75=150               | 2×75=150               |
| Запас масла, л                                             | гидропередачи (с теплообменником и трубопроводом)                  | 95               | 95               | ——          | 2×95=190               | 2×95=190               |
| Запас охлаждающей жидкости, л                              | дизеля (без учёта жидкости в охладителе)                           | 17               | 17               | ——          | 2×17=34                | 2×17=34                |
| Запас охлаждающей жидкости, л                              | дизеля (с охладителем)                                             | 60               | 60               | ——          | 2×60=120               | 2×60=120               |
| Запас охлаждающей жидкости, л                              | в системе жидкостно-воздушного отопления кабины машиниста и салона | 120              | 120              | ——          | 2×120=240              | 2×120=240              |
| Запас песка, кг                                            | Запас песка, кг                                                    | 40               | 40               | ——          | 2×40=80                | 2×40=80                |

### Нумерация и маркировка
Составы получают трёхзначные порядковые номера, начиная с 001. Каждый вагон состава получает свой номер в пятизначном формате, где первые три цифры — порядковый номер состава, последние две — номер вагона в составе (01 и 02 — головные; 03 — промежуточный, при его наличии). Например, вагоны состава РА3-018 (первого из трёхвагонных поездов) получили номера 01801, 01802 (головные) и 01803 (промежуточный).
Маркировка с обозначением серии и номера имеется с боковой стороны вагонов на уровне стёкол — у головных вагонов она расположена между боковым окном кабины и дверью служебного тамбура машиниста, а у промежуточных — между двумя средними окнами. Маркировка состоит из двух строк — в верхней строке обозначена серия поезда (через пробел: РА 3), в нижней — пятизначный номер вагона (слитно).
Под маркировкой серии и номера на головных вагонах может крепиться заводская табличка. Она содержит следующую информацию:
- логотип завода-изготовителя,
- наименование завода-изготовителя (АО «Метровагонмаш»),
- наименование и шифр изделия (рельсовый автобус РА-3; шифр указан через дефис), иногда порядковый номер,
- обозначение чертежа (например, 753.00.00.00.000 или 753.00.00.00.000-02),
- значение конструкционной скорости,
- дату (день, месяц, год) завершения изготовления.

Также на бортах вагонов наносится маркировка с обозначением конструкционной скорости и массы тары вагонов, а возле пассажирских входных дверей указывается число сидячих мест. При этом учитывается только число стандартных мест без полусидячих или откидных. Например, на головных вагонах моделей 753.10 и 753.11 в исполнении третьего класса число мест указано как 73 и 60, без учёта ещё двух или трёх откидных мест в них (общее число мест — 75 и 63 соответственно).
Дополнительно на вагоны может быть нанесён логотип собственника и/или оператора подвижного состава.
- Маркировка на вагонах (на примере РА3-002)
- Маркировка вагона РА3-00202
- Маркировка вагона РА3-00201
- Заводская табличка

## Конструкция

### Механическая часть
Механическая (экипажная) часть каждого вагона состоит из кузова и двух двухосных тележек. Кузов опирается на тележки через пневморессоры и связан с ними продольными тягами. Тележка со стороны кабины машиниста каждого моторного вагона является ведущей (с приводом от силовой установки), другая — поддерживающей; осевая формула вагона 20−2 (соответствует формуле B’2’ формата UIC). Обе тележки прицепного вагона поддерживающие; осевая формула вагона 2-2 (соответствует формуле 2’2’ формата UIC).
- Вагоны РА3
- РА3-005. Моторный головной вагон РА3-00501 (вид на левый борт)
- РА3-018. Моторный головной вагон РА3-01801 (вид на правый борт)
- РА3-018. Прицепной промежуточный вагон РА3-01803

#### Кузов
Кузова вагонов цельнометаллические, сварные, несущей конструкции, изготовлены из нержавеющей стали. Головной вагон имеет одну кабину машиниста, расположенную с передней стороны. Кабина машиниста имеет металлический каркас, закрытый снаружи стеклопластиковой обшивкой. Кузов каждого вагона состоит из главной рамы с настилом пола, двух боковых стен, лобовой маски кабины и торцевой стены у головных либо двух торцевых стен у промежуточных вагонов, крыши и внутренних перегородок, отделяющих тамбуры от салона или кабины.
Рама кузова является его основным несущим элементом и имеет замкнутую конструкцию, сваренную из балок в виде швеллеров, изготовленных из низколегированной стали. Внешний контур рамы головного вагона образуют два продольных боковых пояса по бокам, концевая балка со стороны заднего торца и две буферные балки со стороны кабины, а контур рамы промежуточного вагона — два боковых пояса и две концевые балки. К буферным балкам крепятся передние крэш-буферы. Между промежуточными балками по всей длине размещается комплект из поперечных балок небольшой толщины, но над серединами тележек расположены две широкие поперечные шкворневые балки, служащие для опирания кузова на тележки. Между серединами шкворневых балок проложена группа продольных балок, а от середины каждой шкворневой балки до середины концевой либо до начала зазора между буферными балками — широкие хребтовые балки, к которым по концам крепятся сцепные устройства. Боковые пояса имеют разрывы в зоне размещения лестниц пассажирских тамбуров, ограниченные поперечными балками, и проложены за лестницами с более узким промежутком. Сверху рама покрыта настилом из гофрированных стальных листов с вырезанными люками для доступа к силовой установке из салона. Снизу к раме крепится силовая установка, пневматическое и электрическое оборудование.
Боковые стенки кузова плоские и вертикальные и представляют собой сварной каркас из верхнего и нижнего поясов, каркасов окон и дверных вертикальных стоек, обшитый снаружи гладкими стальными листами. Каждый головной вагон имеет один служебный тамбур в передней части кузова за кабиной и один пассажирский тамбур в средней части вагона, промежуточный — два пассажирских тамбура (по одному с каждого конца вагона). В передней части боковин головного вагона между служебным и пассажирским тамбуром по каждому борту по направлению назад расположены три окна пассажирского салона и затем безоконный промежуток, а в задней части по направлению от торцевой стенки к тамбуру — пять окон по правому борту с небольшим промежутком перед тамбуром и четыре по левому борту с длинным промежутком (первое окно слева со стороны тамбура в зоне размещения санузла отсутствует). Промежуточный вагон имеет десять окон по каждому борту.
У пассажирских тамбуров с обеих сторон вагона для посадки и высадки имеются двухстворчатые двери прислонно-сдвижного типа, оборудованные электрическим приводом с системой противозажатия. Каждая створка имеет овальное окно. Управление приводом дверей централизованное, из кабины машиниста. Над наружными дверями пассажирского тамбура расположен внешний сигнализатор в виде красной лампы, мигающей при их открытии и закрытии, а сбоку от них — наружное устройство аварийного открытия пассажирских дверей. Для возможности посадки и высадки пассажиров в местах с низкими платформами тамбуры оснащены выдвижными ступенями с электрическим приводом, также управляемым из кабины машиниста. У вагона модели 753.11 для посадки и высадки пассажиров в инвалидных колясках из тамбура наружу раскладывается специальный подъёмник с платформой, выдвижная ступенька при этом убирается. У вагона модели 753.11 сбоку от входных дверей со стороны кабины размещены кнопки вызова локомотивной бригады на случай необходимости её помощи инвалиду при посадке, расположенные на двух уровнях в соответствии с высотой платформы перрона. Кнопки вызова относятся к серии 57 швейцарской компании EAO AG. По правому борту каждого головного вагона справа от дверей в стенку встроен воздухозаборник всасывающего воздуховода дизельного двигателя. В передней части головного вагона снизу по бокам расположены фальшборта с овальными вырезами, прикрывающие силовую установку.
Служебный тамбур, расположенный в основной части кузова за кабиной, имеет с каждой стороны по одной одностворчатой двери с окном и расположенными на двух уровнях ручками. По бокам от двери установлены вертикальные поручни, а под ней — ступеньки для подъёма в этот тамбур с низкой платформы. Боковые стенки маски кабины машиниста плавно сужаются по направлению вперёд относительно ширины кузова. С обеих сторон от кабины машиниста имеется по одному оконному проёму, состоящему из передней неподвижной части с наклоном в форме дуги сверху, и задней сдвижной части. Перед окнами установлены зеркала заднего вида, снабжённые электроприводом для регулировки поворота и электрообогревом. Снизу под окнами имеются декоративные боковые свесы маски, выступающими по ширине относительно сужающейся верхней части.
Лобовая часть кабины машиниста имеет обтекаемую форму со скруглениями по углам и прямоугольными вырезами в нижней части для автосцепки и двух крэш-буферов. Верхняя зона лобовой части кабины машиниста наклонена назад и плавным изгибом переходит в крышу. Она отделена от нижней зоны лобовой части и боковых стен кабины U-образным обводом c угловыми панелями, плавно переходящими в боковые скаты крыши над кабиной. Чуть ниже изгибов обвода под небольшим наклоном расположены левый и правый блоки буферных фонарей с загибами по верхним крайним углам, каждый из которых имеет по три фонаря с шестью светодиодными лампами белого и красного свечения в каждом. В верхней части лобового стекла (за ним) расположены левый и правый верхние сигнальные огни красного свечения. Между ними расположено маршрутное табло. Над лобовым стеклом в центре расположен утопленный в пространство кузова прожектор, состоящий из 9×5 светодиодных ламп. Защитное стекло прожектора имеет форму трапеции (излучающая матрица прямоугольная). Остекление кабины выполнено фирмой АО «Обнинское научно-производственное предприятие „Технология“ им. А. Г. Ромашина»; этим же предприятием изготовлены стёкла прожектора и буферных фонарей. Под лобовым стеклом установлены два щёточных электрических стеклоочистителя с омывателями, имеющих парковочное положение щёток со стороны левого борта. Между ними по центру расположено два электрических разъёма для подключения кабелей при эксплуатации поезда по системе многих единиц.
Для сцепления РА3 с другим подвижным составом (локомотивом, другим РА3 и тому подобное) головные вагоны со стороны кабины оборудованы автосцепками СА-3, вокруг которых имеется прямоугольный вырез. Для соединения вагонов со стороны межвагонных переходов установлены межвагонные беззазорные сцепные устройства. Как автосцепки, так и межвагонные сцепные устройства снабжены поглощающими аппаратами, поглощающими энергию толчков в продольном направлении при сцеплении вагонов и во время движения. Над головной автосцепкой на уровне буферных фонарей может быть установлен съёмный центральный упорный буфер, служащий для амортизации продольных ударных усилий между головными вагонами при сцепке поездов по системе многих единиц, возникающих из-за зазоров между поверхностями смежных автосцепок. На большинстве поездов, эксплуатирующихся в одиночном режиме, вместо него установлен декоративный кожух. По бокам от автосцепки расположены боковые крэш-буферы, вокруг которых установлены декоративные свесы. В нижней части кабины под вырезом автосцепки смонтирован передний свес маски, а ещё ниже позади него — путеочиститель, закреплённый на специальном кронштейне снизу к раме вагона.
Вагоны оборудованы аварийной крэш-системой, включающей три типа устройств поглощения энергии (УПЭ):
- боковые крэш-буферы, расположенные спереди по бокам от автосцепки вагона Мг;
- трубчатые деформационные блоки головных автосцепок;
- трубчатые деформационные блоки межвагонных сцепных устройств.

Все вышеперечисленные УПЭ являются невосстанавливаемыми сменными узлами.
- Сцепные и буферные устройства РА3
- Сцепка головных вагонов РА3 по системе многих единиц
- Межвагонная сцепка Dellner 8550 (чертёж № 1099640) на РА3-005
- Межвагонная сцепка фирмы Dellner на стенде выставки «PRO//Движение.Экспо», 2019 год

Промежуточные торцевые стенки представляет собой сварной каркас из вертикальных стоек, поперечин и силовых балок, обшитый гладкими листами. Для возможности перехода из вагона в вагон внутри состава каждая торцевая часть, не имеющая кабины машиниста (одна у вагона Мг и обе у вагона Пп), снабжена половиной межвагонного перехода закрытого типа в виде гофрированного сильфона из эластичного материала («гармошка») производства компании Hubner и одностворчатой поворотной дверью в центральном проходе.
Крыши вагонов имеют в основании металлический каркас из поперечных дуг и стоек, продольных боковых балок и двух продольных поясов, опирающихся на боковые стенки. Снаружи крыша обшита гофрированными стальными листами с продольными гофрами. Боковые наклонные скаты крыши изготовлены из гладких листов. Крыша над кабиной машиниста головного вагона гладкая и имеет увеличенную высоту над крышей и скатами основной части кузова. Над служебным тамбуром установлен аэродинамический кожух с дугообразным вырезом для кондиционера кабины по центру, продолжающийся на одном уровне с крышей кабины и затем постепенно снижающийся по углам. На крыше головного вагона смонтировано следующее оборудование: три антенны, небольшая установка кондиционирования для кабины машиниста над служебным тамбуром и две большие установки кондиционирования пассажирского салона над зоной трёх первых и трёх последних окон салона, выхлопная труба (с левой стороны перед тамбуром), два колпака клапанов разгрузки избыточного давления (над пассажирским тамбуром и задним салоном), колпак вентиляции санитарного блока и выходной патрубок эжектора санитарного блока. На крыше промежуточного вагона смонтированы две аналогичные установки кондиционирования салона (рядом с торцами) и два колпака клапанов разгрузки избыточного давления (рядом с серединой салона).

#### Тележки
Тележки вагонов РА3 состоят из рамы, двух колёсных пар, системы буксового пружинного и центрального пневматического рессорного подвешивания, тяг, тормозного оборудования с воздуховодами и датчиков; на приводных тележках также установлены осевые редукторы колёсных пар с межосевым карданным приводом, система пескоподачи и гребнесмазыватели. Колёсная база тележек составляет 2150 мм, масса приводных тележек — 5800 кг, неприводных — 4400 кг.
Рама тележки является её основным несущим элементом и состоит из двух продольных боковых балок и трёх поперечных балок коробчатого сечения — широкой центральной и двух узких концевых, сваренных в цельную конструкцию из стальных листов. Продольные и концевые балки, кроме задней балки приводной тележки, имеют изгибы с занижением в центральной части, а задняя балка приводной тележки — с завышением, под которым проходит карданный вал. К раме приварены кронштейны и втулки для крепления буксовых узлов, системы подвешивания, гасителей колебаний, тормозного оборудования и пневматической системы, тяг и других элементов, выступающие вниз и по бокам от корпуса рамы с внешней и внутренней стороны. Для передачи тяговых и тормозных усилий от каждой тележки к раме кузова используются продольные тяги, работающие на растяжение-сжатие и крепящиеся к тележкам в середине центральной балки на шкворне.
Тележки имеют двухступенчатое рессорное подвешивание. В центральной кузовной ступени подвешивания кузов опирается на раму каждой тележки через пневморессоры диафрагменного типа, размещённые по центру продольных балок в занижении напротив центральной балки. Пневморессоры заполняются сжатым воздухом из пневматической системы и обеспечивают возможность регулирования высоты кузова в зависимости от загрузки салона поезда путём изменения давления воздуха, а при поворотах тележек относительно кузова воспринимают на себя деформацию. Внутри каждой пневморессоры имеется резино-металлическая опора, воспринимающая вес кузова при отсутствии в ней воздуха. Под центральной балкой тележки закреплены пневматические резервуары. Для смягчения вибраций в центральной ступени установлены гидравлические демпферы: два вертикальных, закреплённых к раме тележки слева от пневморессоры при виде на тележку сбок, и два поперечных с небольшим наклоном к горизонтали, закреплённых справа от пневморессоры при виде сбоку.
В буксовой ступени рессорного подвешивания рама тележки опирается на четыре буксы колёсных пар через четыре пружинных комплекта (по одному на каждую буксу), каждый из которых состоит из двух соосных концентрических винтовых пружин с противоположным направлением навивки. Каждая букса имеет два горизонтальных рычага: рычаг со стороны центральной балки расположен на уровне середины буксы и крепится к раме тележки через поворотный резино-металлический шарнир, а рычаг со стороны края тележки с основанием внизу буксы расположен ниже неё и служит опорой для пружинного комплекта. Для гашения вертикальных колебаний к рычагу буксы и боковине рамы тележки закреплены вертикальные гидравлические демпферы параллельно каждому пружинному комплекту со стороны внешнего края.
Колёсные пары состоят из оси, двух цельнокатаных колёс и двух букс, установленных на осевых шейках по краям. Оси приводных тележек снабжены тяговыми редукторами, размещёнными по середине оси и опирающимися на оси через подшипники. Буксы служат для передачи нагрузки от веса кузова и рам тележек на оси колёсных пар, а также для передачи раме тележки продольных тяговых и тормозных усилий. На буксах колёсных пар установлены датчики перегрева, осевые датчики противоюза и угла поворота.
На задней оси приводной тележки по центру размещён двухступенчатый осевой редуктор, а на передней оси — одноступенчатый. Редукторы связаны с центральной балкой тележки через реактивные тяги, через которые на раму тележки передаются тяговые и тормозные усилия от колёсных пар. Двухступенчатый редуктор задней оси приводится карданным валом от гидропередачи с задней стороны и в первой ступени приводит промежуточный вал через косозубую цилиндрическую передачу с отношением около 1,2. Промежуточный вал первой ступени в свою очередь приводит как заднюю ось через зубчатую коническую передачу с передаточным отношением 2,78, так и межосевой карданный вал, который вращает редуктор передней оси, приводящий переднюю ось через коническую передачу аналогично второй ступени редуктора задней оси с тем же отношением. Общее передаточное отношение редукторов составляет примерно 3,32. Изначально на поездах РА3 устанавливались осевые редукторы производства компании ZF (Германия), а в сентябре 2020 года в рамках программы по импортозамещению были сертифицированы редукторы производства Демиховского машиностроительного завода, начавшие производиться вместе с колёсными парами.
Под продольными балками тележек между осями и пневматическими резервуарами установлено четыре колодочных блок-тормоза, состоящих из пневматических тормозных цилиндров, системы рычажной передачи и односторонних тормозных колодок. При падении давления в тормозной магистрали пневматические тормозные цилиндры поворачивают рычажный механизм, который прижимает тормозные колодки к ободам колёс. Два блок-тормоза, расположенные по диагонали с левой стороны относительно вида на тележку сбоку, снабжены пневмопружинной камерой, обеспечивающей прижатие колодок при стояночном торможении.
Передняя (приводная) тележка оборудована системой подачи песка под колёса из песочных бункеров, задействуемой для улучшения контакта колёс с рельсами (при торможении либо начале движения), а также системой смазки гребней колёс для снижения их износа.
- Тележки вагонов дизель-поездов РА3
- Приводная тележка (исполнение 753.10.31.00.010) вагона РА3-00202
- Неприводная тележка (исполнение 753.10.31.00.011) вагона РА3-00202
- Неприводная тележка (исполнение 753.10.31.00.011-01) вагона РА3-04403

### Силовая установка
Под кузовом каждого головного вагона устанавливается приводной модуль — дизель-гидравлическая силовая установка PowerPack модели MTU 6H 1800 R83P (производство MTU Friedrichshafen, Германия). В этом модуле двигатель MTU 6H 1800 R83 скомпонован с гидропередачей Voith T211 re.4; в нём же имеется бортовой генератор, стартёр и все основные функциональные системы двигателя — охлаждения, пуска, воздухоочистки, топливная и масляная. Общие длина, ширина и высота силового модуля составляют 3200 × 2200 × 790 мм, масса — 3700 кг в сухом и 3900 кг в заправленном жидкостями состоянии.

#### Дизельный двигатель и его системы
Дизельный двигатель МТU 6H 1800 R83 четырёхтактный, рядный, шестицилиндровый, с системой непосредственного впрыска топлива и турбонаддувом. Цилиндры двигателя расположены горизонтально в ряд на одном уровне с коленчатым валом. В головке блока цилиндров двигателя установлено шесть топливных насос-форсунок высокого давления, по одной на каждый цилиндр. Диаметр каждого цилиндра составляет 128 мм, ход поршня — 166 мм, рабочий объём цилиндров — 6 × 2,14 = 12,84 л. Номинальная мощность двигателя — 360 кВт при частоте вращения — 1800 об/мин, максимальный крутящий момент — 2200 Н⋅м при частоте вращения 1300 об/мин, удельный расход топлива — 210—218 г/кВт⋅ч при номинальной мощности и 198—200 г/кВт⋅ч в оптимальном режиме (при мощности в 60 % от номинальной). Длина, ширина и высота двигателя составляют 1465 × 1331 × 715 мм, масса в сухом состоянии — 990 кг.
Двигатель рассчитан на питание дизельным топливом, соответствующим стандарту EN 590. Топливо хранится в двух топливных баках объёмом по 350 л каждый, закреплённых на раме под кузовом вагона и связанных между собой трубопроводом. Между ними установлен центробежный топливоподкачивающий насос, который прокачивает топливо в питательную магистраль перед пуском дизеля через топливные фильтры и теплообменники для его подогрева при низкой температуре, а также при работе подогревателей топлива через их контур. После пуска дизеля топливоподкачивающий насос отключается, а топливо забирает топливный насос самого двигателя, после чего оно подаётся через индивидуальные топливные насосы высокого давления к форсункам цилиндров двигателя.
Атмосферный воздух для сгорания топлива всасывается через воздуховод и проходит через входной фильтр, после чего сжимается турбокомпрессором и через охлаждающий воздушный радиатор поступает в цилиндры двигателя. Выхлопные газы проходят через турбинное колесо турбокомпрессора для его привода и затем через глушитель шума, где также производится отделение от них продуктов неполного сгорания, после чего уходят в атмосферу через выпускную трубу, выведенную через крышу.
Силовая установка имеет жидкостную систему охлаждения, включающую расширительный бачок, насос с приводом от двигателя через ременную передачу, насос с электрическим приводом для работы в режиме предпускового подогрева при остановленном дизеле и систему трубопроводов с теплообменниками. Охлаждающая жидкость отводит лишнее тепло от работающего двигателя, гидропередачи, бортового генератора и масляных систем и затем при температуре выше 75 °C охлаждается в обдуваемом вентилятором радиаторе. В холодное время года перед охлаждением в радиаторе она также используется для отдачи тепла системе отопления салона и подогрева топливной системы. Нормальная рабочая температура охлаждающей жидкости — от 95 до 97 °C, критическая, при которой происходит аварийное отключение двигателя — 110 °C. Для возможности пуска двигателя в условиях низких температур предусмотрена автономная система подогрева охлаждающей жидкости, функционирующая от аккумуляторной батареи или от внешнего источника питания.
Двигатель имеет две масляные системы — смазки и гидростатического вспомогательного привода. Масло для смазки двигателя хранится в поддоне картера и подаётся к трущимся поверхностям через фильтр и теплообменники с помощью масляного насоса, приводимого от коленчатого вала двигателя. В гидростатической системе вспомогательного привода масло хранится в специальном баке и подаётся по двум независимым контурам для привода бортового генератора и вентиляторов системы охлаждения наддувочного воздуха и охлаждающей жидкости. В каждом контуре приводимый коленчатым валом гидронасос высокого давления приводит в движение масло, поток которого приводит в движение гидромоторы генератора и вентиляторов. Скорость вращения вентиляторов охлаждения регулируется дозирующим клапаном с электронной системой управления в зависимости от температуры наддувочного воздуха и охлаждающей жидкости.

#### Гидропередача
Гидравлическая передача гидродинамического типа Voith T211 re.4 расположена спереди от дизеля и соединена с ним через фланцевое соединение. Она имеет гидротрансформатор, гидромуфту, гидродинамический тормоз-замедлитель KB190 и механическую реверсивную передачу. Передача имеет два контура циркулирования трансмиссионного масла в зависимости от скорости движения — через гидротрансформатор и гидромуфту, и допускает работу в режимах гидродинамического торможения и реверсирования. Переключение её режимов работы осуществляется автоматически с помощью электрогидравлической системы управления. Длина, ширина и высота корпуса гидропередачи составляют 1130 × 1095 мм × 675 мм, масса — 900 кг, запас масла — 75 л, максимальный крутящий момент выходного вала — 6000 Н⋅м, крутящий момент системы дополнительного отбора мощности — 800 Н⋅м.
Крутящий момент от вала двигателя передаётся непосредственно на входной вал гидропередачи, который через шестерню приводит насосный вал, жёстко связанный с насосными колёсами гидротрансформатора и гидромуфты. Внутри насосного вала соосно с ним расположен турбинный вал, жёстко связанный с турбинными колёсами гидротрансформатора, гидромуфты и насосным колесом гидродинамического тормоза. Тяговое усилие от насосного вала к турбинному передаётся через трансмиссионное масло в гидротрансформаторе (при движении на низких скоростях) или гидромуфте (при движении на высоких скоростях) во время их заполнения. Турбинный вал через охватывающую шестерню приводит соосный передвижной вал реверсивного механизма, который может сдвигаться вперёд или назад под действием масла в реверсивном цилиндре, соединяясь при этом с выходным валом через шестерню при движении вперёд либо через систему из нескольких шестерён с промежуточным валом при движении назад, тем самым изменяя направление вращения выходного вала. Переключение реверса во избежание повреждения шестерён допускается только при полной остановке поезда и отключённом дизеле либо его работе на холостом ходу. Выходной вал гидропередачи передаёт крутящий момент к осевому редуктору передней тележки через карданную передачу.
При трогании поезда и его движении на небольших и средних скоростях используется гидротрансформатор, в котором разность крутящих моментов насосного и турбинного колёс передаётся на нерегулируемое направляющее колесо, за счёт чего происходит плавное автоматическое регулирование потока масла и увеличение крутящего момента турбинного колеса, который снижается по мере набора скорости. В дальнейшем при выравнивании крутящих моментов насосного и турбинного колёс в гидротрансформаторе происходит переключение тяги на гидромуфту путём заполнения маслом её контура и опорожнения контура гидротрансформатора. В гидромуфте крутящие моменты насосного и турбинного колёс совпадают. Обратный переход с гидромуфты на гидротрансформатор происходит при более низкой скорости во избежание постоянных переключений. При стоянке поезда или следовании в режиме выбега гидротрансформатор и гидромуфта опорожняются. При торможении по сигналу контроллера заполняется маслом гидродинамический тормоз-замедлитель, в котором тормозной момент действует на его насосное колесо, создавая сопротивление вращению турбинного вала и преобразуя энергию движения поезда в тепловую энергию масла, которая затем забирается системой охлаждения.

### Электрооборудование
Энергоснабжение цепей управления и электропотребителей дизель-поезда РА3 осуществляется от вышеупомянутых электрических генераторов и/или аккумуляторных батарей (АКБ). Поезд имеет электрические цепи трёхфазного переменного тока частоты 50 Гц с номинальным линейным напряжением в 380—400 В (фазное напряжение составляет 220—230 В) и электрические цепи постоянного тока: напряжения 24 В для питания систем управления и пуска силовой установки и напряжения 110 В для питания систем освещения, электропневматического оборудования и безопасности движения, а также вентиляции в аварийном режиме.
При работе силовых установок поезда для питания электрических цепей поезда и для зарядки АКБ используются вышеупомянутые бортовые генераторы трёхфазного переменного тока. Генератор представляет собой синхронную электрическую машину в бесщёточном неявнополюсном исполнении с регулятором напряжения, приводимую гидромотором. Выходное линейное и фазное напряжение бортового генератора составляет 400 и 230 В соответственно, частота тока — 50 Гц, максимальная мощность — 70 кВА. При длительной стоянке поезда и необходимости подзарядки АКБ при неработающих двигателях возможно подключение к вагону внешнего источника питания с выходным напряжением 3×380 В, при этом во избежание замыкания в бортовой сети из-за разности фаз напряжения на генераторе и внешнем источнике питания запуск двигателей не допускается. Для запуска двигателя используется стартёр, питающейся от АКБ напряжения 24 В.
Для питания потребителей постоянного тока при остановленных двигателях силовых установок используются свинцово-кислотные бортовые аккумуляторные батареи ZeMa, установленные под рамами вагонов. На каждом вагоне установлены две АКБ: 12ZeMa200 напряжения 24 В, состоящая из 12 аккумуляторов ёмкостью 200 А⋅ч и напряжения 2 В каждый, и 9x6ZeMa170 напряжения 110 В, состоящая из 54 аккумуляторов ёмкостью 170 А⋅ч и напряжения 2 В каждый.
Для питания цепей постоянного тока и подзарядки аккумуляторных батарей при запущенных двигателях или подключённом внешнем источнике питания установлены преобразователи на 110 В и 24 В соответственно. Дополнительно для питания локомотивной электронной аппаратуры (комплекса безопасности БЛОК-М, блока тормозного оборудования и комплекса процессорного противоюзного устройства) установлен преобразователь постоянного тока, понижающий напряжение сети 110 В до 50 В.
Часть электрических аппаратов и устройств размещена в шкафах, которые установлены в кабинах, тамбурах, пассажирских салонах. Другая часть размещена в ящиках под рамами кузовов или на крышах вагонов.

### Системы безопасности, управления и диагностики
Для обеспечения безопасной эксплуатации состав РА3 оснащён следующими системами:
- комплексом безопасности БЛОК-М;
- системой обнаружения и тушения пожара ПАК АСОТП;
- комплексом пожарно-охранной сигнализации КТС-ПОС;
- охранной сигнализацией;
- цифровым информационным комплексом (внутрипоездной связи и информирования пассажиров) ЦИК-РА3;
- радиодиспетчерской связью;
- локомотивным комплексом видео-аудиорегистрации «КВАРЦ»;
- системой внешнего и внутреннего видеонаблюдения СВН;
- микропроцессорной системой управления и диагностики «СКИФ-РА».

Помимо охранной сигнализации, для предотвращения несанкционированного проникновения посторонних лиц в салон поезда входные двери вагонов оборудованы механическими замками.

#### Управление движением
Управление составом производится из кабины машиниста вагона Мг. Передача управления из одной кабины машиниста в другую (например, при смене направления движения на конечной станции) осуществляется в режиме «Переход». Функциональные особенности системы управления и расположение органов управления на пульте позволяют осуществлять управление поездом в «одно лицо» (одним машинистом без помощника).
Основное управление составом осуществляется по цифровым шинам управления. Управление режимами движения в пути и контроль состояния оборудования производится автоматически или вручную системой управления и диагностики «СКИФ-РА». Силовая установка и гидравлическая передача имеют встроенную микропроцессорную систему управления, позволяющую автоматически регулировать подачу топлива и обороты дизеля и уровень заполнения маслом и переключение аппаратов гидропередачи, переводя её при необходимости в режимы гидродинамического торможения и реверсирования. В цикле движения РА3 предусмотрены три режима: разгон, выбег и торможение.
После подачи напряжения от АКБ на стартёр происходит пуск двигателя силовой установки. По окончании пуска бортовые потребители запитываются от генераторов силовой установки. Перед началом движения при помощи реверсора, расположенного на пульте управления, задаётся направление движения состава, при этом происходит переключение реверсивного механизма гидропередачи.
Рукоятка контроллера машиниста задаёт режим движения и имеет четыре рабочих положения: «Х» (ход), «0» (стоянка или выбег), «Т» (торможение), «Э» (экстренное торможение). Она может быть установлена в соответствующую позицию ходового или тормозного режима, изменяя тяговое или тормозное усилие. Для перехода из нейтрального режима в режим хода она надавливается сверху и затем смещается вперёд, а для перехода в режим торможения — назад.
При переводе контроллера в режим хода происходит заполнение гидротрансформатора маслом, и крутящий момент от дизельного двигателя через муфту, гидропередачу, входной вал, двухступенчатый редуктор, межосевой карданный вал и одноступенчатый редуктор передаётся на соответствующую колёсную пару, в результате чего дизель-поезд плавно трогается с места. Машинист имеет возможность включения режима автоматического поддержания заданной скорости, которую контролирует система управления. При необходимости задания режима выбега производится отключение передачи крутящего момента на входной карданный вал.
При переводе контроллера в режим торможения при движении со скоростью выше 30 км/ч включается гидродинамический тормоз гидропередачи. При меньшей скорости он становится неэффективным, поэтому открываются электропневматические вентили тормозной магистрали, обеспечивая плавное снижение в ней давления и торможение поезда с помощью тормозных колодок. Для активации экстренного торможения требуется потянуть рукоятку назад с усилием, что приводит к открытию пневматического крана и быстрой разрядке тормозной магистрали.

#### Диагностика и контроль
Система управления и диагностики оборудована многофункциональным дисплеем МФДУ-К, на экран которого выводится вся необходимая информация о состоянии систем и оборудования. Например, для тормозного оборудования на дисплей, манометры и сигнальные индикаторы выводится информация о величинах давления сжатого воздуха (в тормозной и напорной магистралях и тормозных цилиндрах тележек, целостности тормозной сети (по давлению сжатого воздуха в тормозных цилиндрах последнего вагона), цепях электропневматического тормоза, а также об отпуске тормозов (по давлению сжатого воздуха в тормозных цилиндрах всех вагонов). На поезде имеется внутренняя диагностическая система встроенного контроля температуры буксовых подшипников в процессе движения, выводящая в автоматическом режиме на пульт управления аварийный сигнал при превышении допустимого температурного порога подшипников. Дисплей МФДУ-К разработан АО «НИИП имени В. В. Тихомирова».

### Тормозное оборудование
Состав РА3 имеет четыре тормозных системы, а именно:
- гидродинамическую;
- электропневматическую;
- пневматическую;
- стояночную (пневмопружинную).

Для подачи в соответствующие системы сжатого воздуха применяются безмасляные электрокомпрессоры VV-120T с осушительными установками сжатого воздуха. Включение и выключение электрокомпрессоров осуществляется автоматически, с помощью регулятора давления, в зависимости от давления воздуха в напорной магистрали. Управление тормозными системами осуществляется из кабины машиниста, при этом имеется возможность экстренной остановки, инициируемой из салона или тамбуров посредством стоп-крана. Тормозная сила автоматически регулируется в соответствии с количеством перевозимых пассажиров. При отказе электропневматического тормоза автоматика активирует пневматический; при этом происходит принудительная разрядка тормозной магистрали.
Стояночный тормоз обеспечивает при полной загрузке удержание состава от самопроизвольного скатывания на уклоне профиля пути до 30 ‰.

### Интерьер

#### Пассажирский салон
Пассажирский салон головного вагона разделён тамбуром, расположенным в средней части вагона, на две части. Передний салон имеет три пары окон и небольшое безоконное пространство с техническими отсеками в задних углах — узкий для выхлопной трубы в левом и широкий для воздухозабора и расширительных баков системы отопления в правом. Задний салон имеет небольшой коридор с окном справа и санитарный блок слева, за которыми находится его основная часть с четырьмя парами окон. Промежуточный вагон имеет единый салон, расположенный между двумя тамбурами по краям, который имеет десять пар окон и перегородки по бокам от прохода в середине салона, разделяющие его на две одинаковые части.
1кабина машиниста;
2шкаф машиниста;
3шкаф управления;
4шкаф пневмооборудования;
5шкаф электрооборудования;
6служебный тамбур кабины машиниста;
7двухместное пассажирское кресло;
8трёхместное пассажирское кресло;
9пассажирские салоны;
10шкаф дополнительного оборудования;
11отсек выхлопной трубы;
12вертикальные декоративные кожухи;
13пассажирский тамбур;
14туалетная кабина санитарного блока;
15шкаф ПЗК;
16технический отсек санитарного блока;
17откидное сиденье;
18служебное помещение;
19полусидячее место;
20фиксатор инвалидной коляски

##### Расположение и конструкция пассажирских мест
В вагонах установлены пассажирские кресла с подголовниками. Кресла расположены продольно с обеих сторон от главного прохода по схеме 3+2 или 2+2, а в некоторых частях салона — 3+0 или 2+0. Тип кресел, их количество и компоновка в рядах зависят как от класса салона, так и от типа вагона и его части. В вагоне модели 753.11 пространство в задней части салона с правой стороны возле её двух передних окон, не считая окна в коридоре, отведено для проезда пассажиров в инвалидных колясках. Сидений и багажных полок над окнами в этой части салона нет, а на специальных стойках установлены две вертикальные прислонные спинки спереди и сзади, снабжённые застёгивающимися ремнями и крюками для фиксации инвалидных колясок. В головных вагонах в коридоре напротив санитарного блока под окном установлены либо откидные сиденья — два в вагоне 753.10 и три в вагоне 753.11 (вариант по умолчанию в большинстве поездов), либо наклонные прислонные полусиденья для облокачивания стоячих пассажиров, по два в каждом вагоне (вариант, используемый в поездах для Сахалина).
В салоне третьего класса друг напротив друга установлены кресла с прямыми спинками, которые находятся между окнами, по два ряда возле окна. Головной вагон модели 753.10 имеет 73 кресла: из них 34 расположены в передней части в семь рядов (последний ряд находится в безоконной части), а ещё 39 — в задней в восемь рядов. Почти каждый ряд имеет схему сидений 3+2, кроме первого в передней части и последнего в задней, где сиденья расположены по схеме 2+2 для открытия дверей в служебный тамбур кабины и в межвагонный переход. Другой головной вагон модели 753.11 с местами для инвалидов имеет 60 кресел — 34 в передней и 26 в задней части. Расположение кресел в нём аналогично вагону 753.10, но тринадцати из них нет в задней части: справа вместо первых восьми мест расположена площадка для инвалидных колясок, а слева для обеспечения достаточной ширины проезда инвалидных колясок нет первого трёхместного ряда за санитарным блоком и по одному месту у прохода во втором и третьем ряду. Также возможен вариант салона с 62 креслами и уменьшенной площадью площадки для инвалидных колясок, при котором напротив задней прислонной спинки установлен дополнительный ряд из двух сидений. Промежуточный вагон модели 753.20 имеет 96 кресел, расположенных в 20 рядов: два крайних ряда у входа и два средних у перегородки имеют компоновку по схеме 2+2, остальные — по схеме 3+2 по направлению от тамбура к середине, после чего она меняется на обратную схему 2+3.
В салоне второго класса установлены мягкие индивидуальные кресла с регулируемыми откидными наклонными спинками и подлокотниками по схеме 2+2. В отличие от салона третьего класса, они направлены в одну сторону в затылок креслам предыдущего ряда и размещены с большим интервалом между собой и соседними рядами, приблизительно по три ряда на два окна. Между каждой парой кресел встроена одна стандартная электрическая розетка на 220 В и две USB-розетки для зарядки мобильных устройств, а сзади кресла имеют откидные столики и сеточки для пассажиров следующего ряда. Головной вагон модели 753.10 имеет 42 кресла, направленных в сторону кабины, 20 из которых расположены в передней части салона в пять рядов (последний ряд — в безоконной части), а ещё 22 — в задней части в шесть рядов справа и пять слева. Другой головной вагон модели 753.11 с местами для инвалидов имеет 36 кресел — 20 в передней и 16 в задней части салона, в которой вместо трёх первых пар кресел справа находится площадка для инвалидных колясок, а остальные места расположены аналогично вагону 753.10. Промежуточный вагон модели 753.20 имеет 56 кресел, установленных в 14 рядов, направленных в сторону ближайшего тамбура (по семь в каждую сторону).
- Пассажирский салон РА3 третьего класса
- Передняя часть головного вагона, вид со стороны тамбура на вход в кабину машиниста. На полу видны люки доступа к силовой установке
- Задняя часть головного вагона модели 753.11, вид на боковые откидные сиденья напротив туалета и панель экстренной связи с машинистом
- Задняя часть головного вагона модели 753.11, вид из коридора на места для инвалидных колясок
- Задняя часть головного вагона модели 753.10 с серыми сиденьями, вид с потолочной камеры наблюдения в направлении санитарного блока
- Задняя часть головного вагона модели 753.10 с синими сиденьями без углублений в подголовниках и незамкнутыми ручками, вид на межвагонный переход
- Промежуточный вагон модели 753.20, вид из тамбура

##### Отделка и оснащение
Салон отделан стеклопластиковыми панелями на стенах и стальными листами с порошковым глянцевым покрытием на потолке. Потолок в салонах и тамбурах разделён на три части — центральную с вентиляционными отверстиями и две боковые изогнутые, при этом в салонах между ними размещены продольные модули световых линий. Пол изготовлен из трудногорючей фанеры и сверху покрыт трудногорючим линолеумом с антискользящим покрытием. На полу моторного вагона имеются два люка в зоне силовой установки для доступа к ней персонала. Окна пассажирского салона представляют собой герметичные стеклопакеты. Большинство из них имеют верхние откидные форточки, но с обеих сторон вагона имеется и по два окна без форточек с функцией аварийного выхода: у головных вагонов это задняя пара окон в передней части и предпоследняя (вторая от торцевой стены) в задней части салона, а у промежуточного — две крайние пары окон возле тамбуров. На боковых стенах закреплены багажные полки и крючки для одежды, в багажных полках над окнами без форточек уложены молотки для их разбития при аварии и эвакуационные лестницы. На торцевых стенах и перегородках размещены огнетушители.
Цветовое решение салона и пассажирских мест имеет несколько вариантов. В первых двух поездах потолок и все стены имели белый цвет, пол и салонные двери — серый, края багажных полок и ручки сидений — жёлтый. Такие цвета поверхностей в салоне сохранилась и у последующих поездов, но торцевые стены стали стилизованными под дерево, получив тусклый кремовый цвет (в некоторых поездах цвет торцевых стен с деревянной текстурой более насыщенный). Пассажирские сиденья в большинстве поездов имеют чередующиеся оранжевый, зелёный и синий цвета и оборудованы серыми подголовниками с углублением для головы, а спинки для инвалидных колясок — синий. В некоторых поездах, например РА3-002, 027 и 028, все пассажирские сиденья синие и имеют изменённую конструкцию подголовников и ручек. В поездах для Сахалина (024—026, 044—046), а также некоторых поездах для других железных дорог (например, в 057—059), салоны оформлены в тёмно-серой гранитной теме: стены по бокам и потолок остались белыми, но торцевые стены стилизованы под чёрный гранит, пол за исключением тамбуров покрыт коричневым линолеумом; салонные двери, края багажных полок и некоторые поручни чёрные, а сиденья и спинки для инвалидов — серые со светлыми полосками.
- Варианты цветового оформления салона (на примере задней части вагона 753.11 с местами для инвалидов)
- Салон с трёхцветными сиденьями и синими спинками для инвалидов (наиболее распространённый вариант)
- Салон с синими сиденьями и спинками для инвалидов, за которыми видно два дополнительных сиденья
- Салон с серыми сиденьями и спинками для инвалидов, коричневым полом и чёрными торцевыми стенками

Пассажирские тамбуры позволяют производить посадку и высадку с обеих сторон вагона через двухстворчатые двери прислонно-сдвижного типа. Рядом с дверями расположены рычаги аварийного открытия, позволяющие в случае аварии открыть их изнутри вручную. Внутри тамбура перед дверями ниже уровня пола расположены две стационарные ступеньки для выхода на низкие платформы, дополняемые наружной откидной ступенькой. По бокам от внутренних ступенек установлены вертикальные поручни. С правой стороны от ступенек при виде на двери изнутри в головных вагонах и со стороны торцевой стены в промежуточных вагонах расположена откидная площадка с фиксируемыми вертикальным и горизонтальным положениями, которая закрывает ступеньки в опущенном состоянии для удобства входа и выхода пассажиров на высокие платформы. В вагоне модели 753.11 с левой стороны от дверей при виде изнутри расположены сложенные подъёмники для инвалидных колясок с подъёмной платформой и гидравлическим подъёмным механизмом, которые выдвигаются наружу при необходимости посадки или высадки инвалидов.
Проход пассажиров из тамбура в салон производится через остеклённые ручные раздвижные самозакрывающиеся двери. В головных вагонах установлены одностворчатые двери, а проходы расположены с левой стороны перегородки относительно направления из тамбура в салон. В промежуточном вагоне установлены двухстворчатые двери с проходом по центру. В вагоне модели 753.11 для удобства инвалидов раздвижная дверь в заднюю часть салона имеет автоматический привод, включаемый кнопками по обеим сторонам от двери. В некоторых поездах аналогичным приводом оснащены и двери передней части салона.
- Тамбур
- Тамбур вагона 753.10 с чёрными торцевыми стенками, вид назад
- Тамбур вагона 753.11 с белыми торцевыми стенками, вид назад под углом
- Открытая выдвижная ступенька и две стационарные внутренние ступени тамбура. На нижней внутренней ступени видны лампы освещения

Санитарные блоки расположены в задней части салона головных вагонов со стороны тамбура вдоль левого борта. Они разделены на туалетную кабину и технический отсек. Вход в них осуществляется из прохода вдоль правого борта. Около входной двери санитарного блока имеются индикаторы состояния («Туалет занят» / «Туалет свободен»). Эти индикаторы представляют собой сигнальные панели, которые относятся к вышеупомянутой серии 57 компании EAO AG. В вагоне модели 753.10 туалетная кабина узкая и имеет поворотную дверь; унитаз в ней расположен напротив входа, а умывальник — на правой стене. В вагоне модели 753.11 туалетная кабина адаптирована для инвалидов: она имеет увеличенную площадь и сдвижную дверь вместо поворотной, а напротив двери размещена пустая зона для инвалидной коляски, в то время как сам унитаз смещён в сторону левой стенки, на которой расположен умывальник. В туалетных кабинах для пассажиров установлены унитаз со сливом вакуумного типа, умывальник с краном, зеркало над умывальником, дозатор жидкого мыла, держатель туалетной бумаги, мусорный контейнер, поручень и вешалки для одежды. На стене размещены кнопки смыва и экстренного вызова машиниста. Санитарная комната оснащена вытяжным вентилятором, радиатором жидкостного отопления и потолочным светильником. В вагоне модели 753.10 позади санитарного блока оборудовано служебное помещение.
- Санитарные блоки
- Сдвижная дверь санитарного блока в вагоне 753.11
- Широкий санитарный блок в вагоне 753.11
- Узкий санитарный блок в вагоне 753.10

##### Электрические системы и системы обеспечения микроклимата
На разделительных линиях потолка в основной части салона расположены светильники двух типов, рассчитанные на питание напряжением в 110 В. Основные светильники рабочего освещения салонов выполнены в виде двух продольных световых линий со встроенными энергосберегающими светодиодами и занимают половину разделительных линий потолка с внутренней стороны. С внешней стороны от световых линий вдоль них группами по два установлены круглые светильники аварийного освещения HB03 с лампами накаливания мощностью 15 Вт каждая, размещённые попеременно зигзагом на левой и на правой линии. В головном вагоне установлено восемь таких светильников в передней (по четыре слева и справа) и десять в задней части салона (четыре слева и шесть справа), в промежуточном — по 24 (по шесть слева и справа в каждой половине салона). Эти светильники задействуются при неработающих основных световых линиях. Аналогичные светильники также установлены в служебном помещении вагона 753.10 (два светильника), в тамбурах по десять в каждом (по два над зоной входа и три над проходом с каждой стороны), а также по два над проходом из тамбура в салон в промежуточном вагоне. Также по два светильника имеется на нижней стационарной ступени тамбура, а над тамбурными дверями установлена сигнальная лампа, мигающая при открытии и закрытии дверей. В туалетах установлен антивандальный светильник «Омега С30/24DC» на напряжение 24 В.
Салон оборудован системами видеонаблюдения, пожарной сигнализации и автоматического пожаротушения. В основных частях салона установлено по две камеры видеонаблюдения на каждую часть (по четыре на вагон), размещённые на продольных разделительных линиях потолка на расстоянии чуть больше одного окна от ближайшей торцевой стены или стены санитарного блока: камера на левой линии размещена впереди и направлена назад, камера на правой линии — сзади и направлена вперёд. В пассажирских тамбурах установлены две видеокамеры по одной над каждым проёмом входных дверей. Пожарные извещатели в основной части салона также установлены на разделительных линиях потолка на расстоянии менее одного окна от торцевых стен: в каждой части салона на левой линии спереди и правой сзади расположены извещатели пламени, а напротив них симметрично — извещатели дыма. Также по два дымовых извещателя установлено в тамбурах (слева и справа между светильниками) и по одному в санитарном блоке и служебном помещении вагона 753.10.
Для текстового информирования пассажиров об остановках по маршруту следования, текущей дате и времени и сведениях рекламного характера на торцевых перегородках салона под потолком установлены электронные табло типа «бегущая строка» в составе информационного комплекса ЦИК-РА3. В каждом вагоне имеется два табло: в головном вагоне табло расположено по центру перегородки над проходом в пассажирский тамбур в передней части салона и на задней стенке санитарного блока в задней части, а в промежуточном вагоне — над проходом по центру вагона с обеих сторон центральной перегородки. Для звукового информирования пассажиров в салонах установлены громкоговорители, расположенные на потолочных линиях напротив камер видеонаблюдения, по два на каждую часть салона. Для экстренной связи с машинистом предусмотрены жёлтые панели экстренной связи с кнопкой вызова. В головных вагонах они расположены по правому борту на стене технического шкафа при входе в передний салон и между первым и вторым окнами заднего салона, а в вагоне модели 753.11 ещё дополнительно в тамбуре справа от правой двери. В промежуточных вагонах данные панели находятся на перегородке в середине салона с двух сторон.
Пассажирский салон подключён к системе климат-контроля (с функциями вентиляции, охлаждения и обогрева), работающей в режиме поддержания заданных температурных параметров. Установки кондиционирования размещены на крыше вагона. Эта система функционирует совместно с системой обеззараживания воздуха. Обогрев салона осуществляется отопительными установками жидкостно-воздушного типа. Для раздачи подогретого воздуха вдоль боковых стенок кузовов проложены воздуховоды.

#### Служебный тамбур
Между пассажирским салоном и кабиной машиниста головного вагона расположен служебный тамбур для локомотивной бригады, отделённый перегородками от кабины и пассажирского салона с торцевыми поворотными дверями по центру. Для входа и выхода он имеет одностворчатые поворотные наружные двери по обоим бортам. В переднюю стенку служебного тамбура по бокам от прохода в кабину встроено два шкафа: слева — с электрооборудованием, а справа — с пневмооборудованием. На потолке служебного тамбура установлено четыре встроенных круглых светильника HB03 с лампами накаливания, три камеры видеонаблюдения и два пожарных дымовых извещателя.

#### Кабина машиниста
Кабина машиниста расположена в передней части головного вагона и отделена от служебного тамбура перегородкой с поворотной дверью, по бокам от которой на стенке расположены шкафы. В передней части кабины во всю её ширину расположен пульт управления с размещёнными на нём органами управления и контроля за системами поезда. В центральной части кабины напротив пульта установлены кресла машиниста и помощника машиниста (соответственно справа и слева по ходу движения), а сзади по центру на входной двери — откидное сиденье для машиниста-инструктора.

##### Отделка и оснащение
Стены и потолок кабины имеют молочно-белый цвет и изготовлены из огнестойкого стеклопластика, пол изготовлен из трудногорючей фанеры и покрыт линолеумом серого цвета. Пульт управления имеет металлический каркас и облицован стеклопластиковыми панелями серого цвета с чёрными панелями управления.
Комплект остекления для кабины РА3 состоит из лобового, а также правого и левого боковых стёкол. Как лобовое, так и крайние боковые стёкла оснащены электроподогревом. Лобовое стекло представляет собой высокопрочный панорамный триплекс, изготовленный из листового силикатного стекла, размерами 1,5 м в высоту и 2,3 м в длину. Боковые окна состоят из двух частей, каждая из которых имеет своё стекло — неподвижной передней с наклонной изогнутой верхней частью и задней в виде сдвижной форточки, снабжённой механизмом фиксации (возможна в открытом и закрытом положениях). Над лобовым и боковыми стёклами установлены опускаемые солнцезащитные шторки для защиты глаз машиниста от яркого света солнца. На подоконнике лобового стекла по центру (на корпусе пульта управления) расположены две курсовые видеокамеры: системы «КВАРЦ-М2» и системы СВН (соответственно слева и справа по ходу движения кабиной вперёд), а над лобовым стеклом установлена камера контроля зоны перед автосцепкой с обзором под углом вниз.
На задней стенке кабины слева за креслом помощника машиниста расположен электрический шкаф с органами управления вспомогательными системами и оборудованием. В нижней части шкафа в специальной нише установлен холодильник (в кабине одного из вагонов) либо микроволновая печь (в кабине другого вагона), а также имеются запирающиеся отсеки для хозяйственного инвентаря и личных вещей локомотивной бригады. Справа на задней стенке за креслом машиниста расположен шкаф одежды локомотивной бригады с вешалками, имеющий полки для личных вещей, инструментов и аптечки. Сверху над ним установлены громкоговорители и сигнальный дисплей блока управления. В правом заднем углу кабины размещены огнетушители.
На потолке кабины машиниста установлены вентиляционные решётки, модуль телемеханической системы контроля бодрствования машиниста ТСКБМ-КП, принимающий радиосигнал от носимого браслета машиниста о его состоянии и передающий информацию в систему безопасности, семь круглых потолочных светильников HB03 для освещения кабины (три по центру, по два справа и слева), две камеры видеонаблюдения, охватывающие в поле зрения пульт управления (слева — системы КВАРЦ-М2, справа — системы СВН), по одному пожарному извещателю дыма и пламени.
Кресла машиниста и помощника машиниста имеют мягкие сиденья и наклонные спинки с подголовниками, откидные регулируемые подлокотники и пневматическую систему подрессоривания. Они установлены на наклонной подставке и имеют регулировку наклона спинки, подушки сиденья, поясничной опоры, высоты подголовников, высоты кресла над полом и сдвига кресла по горизонтали, а также обеспечивают возможность поворота с фиксированными положениями вперёд и с поворотом на 120°. Обивка кресел и откидного сиденья для машиниста-инструктора имеет синий цвет.
Для комфортной работы локомотивной бригады кабина оснащена системой микроклимата с функциями вентиляции, кондиционирования, отопления и обеззараживания воздуха. Отопительная система кабины аналогична установленной в пассажирском салоне. Нагревательные установки расположены в подножках пульта управления.

##### Пульт и панели управления
Пульт управления размещён на трёх тумбах с открывающимися дверцами и представляет собой столешницу с горизонтальной и наклонной частью, на которой расположены приборные панели. Перед креслами машиниста в горизонтальной столешнице пульта имеются небольшие вырезы. На наклонной части пульта размещаются в основном информационные дисплеи, блоки индикации и контроля и некоторые переключатели, а на горизонтальной в зоне оперативного доступа — основные органы управления и переключатели. Все необходимые органы управления, дисплеи и индикаторы размещены с правой стороны пульта в зоне доступа машиниста, а в зоне доступа помощника машиниста имеются дублирующие приборы. Пульт оборудован подсветкой с регулировкой яркости. Внутри верхней части пульта расположены блок питания и пожарные извещатели, внутри левой и средней тумбы — блоки электронной управляющей аппаратуры систем пульта, а внутри правой тумбы — элементы пневматической тормозной системы.
Верхняя наклонная часть пульта с левой стороны (в зоне помощника машиниста) разделена пополам на два блока индикации и управления, при этом правый блок выступает вперёд ближе к краю пульта, а с правой стороны (в зоне машиниста) — на три блока, из которых левый и правый блоки повёрнуты под углами влево и вправо к центральному блоку, образуя углубление перед ним. На этих блоках слева направо расположены следующие приборы:
- на левом блоке помощника машиниста (БИ-1) — разъём для установки съёмного носителя системы безопасности БЛОК-М, пульт главного контроллера противопожарной системы КТС-ПОС с небольшим дисплеем и кнопками и монитор системы видеонаблюдения (СВН);
- на правом блоке помощника машиниста (БИ-2) — модуль сигналов светофора с вертикально расположенными сигнальными лампами вдоль левого края, микрофонный усилитель из комплекта КВАРЦ-М2 снизу по центру, блок управления цифровым информационным комплексом БУЦИК-07 на остальной площади;
- на левом блоке машиниста (БИ-3) — внешний микрофон из комплекта ЦИК-РА3 возле левого края и многофункциональный дисплей МФДУ-К системы управления СКИФ-РА;
- на центральном блоке машиниста БИ-4 — модуль сигналов светофора вдоль левого края, монитор локомотивного комплекса безопасности БЛОК-М, занимающий большую часть площади, и модуль сигнальных индикаторов вдоль правого края в виде цветных ламп, сигнализирующих о контроле закрытия дверей, неисправностях АКБ и силовой установки, перегреве букс, отпуске тормозов и активной кабине;
- на правом блоке машиниста (БИ-5) — модуль ввода (клавиатура) комплекса БЛОК-М слева вверху, два пневматических двухстрелочных манометра для контроля давления в тормозной и напорной магистрали и в тормозных цилиндрах приводной тележки (справа вверху), а также переключатель стояночного тормоза, выключатель обогрева зеркал, джойстик регулировки зеркал и регулятор яркости подсветки манометров.

На горизонтальной столешнице пульта управления слева направо размещены следующие приборы управления:
- слева в зоне помощника машиниста (под блоком БИ-1) — узкая панель управления ПУ-3 с кнопками рукоятки бдительности помощника, тифона и свистка, радиостанция с микротелефонной трубкой и клавиатура системы видеонаблюдения;
- справа в зоне помощника машиниста (под блоком БИ-2) — пустое пространство для маршрутной документации с держателем;
- по центру между зонами помощника машиниста и машиниста (под блоками БИ-2 и БИ-3) — панель управления ПУ-1, содержащая в верхнем ряду кнопки включения аварийного управления, пуска и остановки дизельных двигателей, в среднем ряду — кнопку повтора подтверждения тревоги пожарной сигнализации и два поворотных переключателя сигнальных огней в различных режимах, в нижнем ряду — поворотный реверсор с позициями «Вперёд», «0», «Назад», кнопки включения пуска записи и микрофона;
- слева от машиниста (под блоком БИ-3) — рукоятка контроллера, поворачиваемая вперёд и назад в вертикальной плоскости;
- по центру вдали (под блоком БИ-4) — широкая панель управления ПУ-4, в верхнем ряду которой по краям слева и справа расположены пары кнопок открытия и закрытия левых и правых дверей, между ними слева направо — кнопка подачи пека, поворотные переключатели прожектора и освещения салона и кнопка включения режима выдвигания внешних ступенек при открытии дверей, а в нижнем ряду — кнопка автоматического поддержания скорости (включение режима автоматического поддержания, выбор текущей скорости, повышение и понижение выбранной скорости);
- по центру вблизи (под панелью ПУ-4) — клавиатура Пульт-К для навигации по меню дисплея системы управления СКИФ-РА в левом верхнем углу и пустое пространство для маршрутной документации с держателем справа;
- справа от машиниста (под блоком БИ-5) — узкая панель управления ПУ-2 с поворотным переключателем стеклоочистителей, кнопками включения стеклоомывателей, свистка и тифона, рукоятка тормозного крана резервного управления, поворачиваемая вперёд и назад в вертикальной плоскости, кнопка рукоятки бдительности машиниста (коричневого цвета) и кнопка экстренного торможения (красного цвета).

На левой тумбе под столешницей пульта дополнительно размещена панель управления ПУ-5 с переключателем освещения пульта и регулятором его яркости, а на средней — панель управления ПУ-6 с аналогичными приборами по центру, переключателем освещения кабины слева и дополнительным пультом радиостанции для машиниста справа. Под поверхностью столешницы размещены кнопки безопасности «Тревога» (в зоне машиниста и
помощника машиниста). Снизу между тумбами расположены наклонные подставки для ног машиниста и помощника машиниста, со стороны машиниста имеется пневмопедаль тифона.
Помимо пульта управления, приборные панели также встроены в корпус шкафа систем управления, расположенного на левой части задней стенки. Сверху расположен блок защиты и коммутации, на котором размещены электрические автоматические выключатели цепей управления. Под ним находится панель органов управления, на которой расположены кнопки включения и выключения бортовой сети, перехода управления в противоположную кабину, переключатель аварийного управления с ключом, кнопка подпитки АКБ от смежного вагона, вольтметры цепей 24 и 110 В, поворотные переключатели освещения тележек, подогревателя дизеля, системы климат-контроля пассажирского салона, вентиляции, отопления, кондиционера кабины и регулятор температуры в ней. Ниже расположена панель комплекса обнаружения и тушения пожара ИГЛА-М.5К-Т.У и опломбированный пульт управления системой пожаротушения.
В кабине применены панели управления российского производства (ООО «НТ Контакт», Санкт-Петербург).

## Эксплуатация

### Приписка и маршруты
Летом 2019 года РА3 с номерами 024—026 прибыли на Сахалин. 30 августа состоялся презентационный выезд РА3-024, а 1 сентября начата эксплуатация с пассажирами на линиях Томари — Холмск (с частичным вариантом Чехов-Сахалинский — Холмск), Южно-Сахалинск — Томари, Южно-Сахалинск — Корсаков и Южно-Сахалинск — Дальнее. Последний маршрут имеет аналогию с линиями Аэроэкспресса, поскольку соединяет местный аэропорт с Корсаковом и селом Дальним. В ноябре 2020 года на Сахалин прибыло ещё три поезда РА3 с номерами 044—046, оборудованные мягкими креслами второго класса. С декабря 2020 года новые поезда повышенной комфортности начали эксплуатироваться совместно с более ранними поездами РА3 на маршруте Южно-Сахалинск — Томари. С 1 февраля 2021 года они стали обслуживать пригородный маршрут Южно-Сахалинск — Корсаков и новый экспрессный маршрут Южно-Сахалинск — Поронайск. С 1 мая 2021 года на летний период в выходные и праздничные дни часть рейсов на маршруте от Томари до Холмска была продлена до остановочного пункта Чёртов мост (75 км) и до предыдущего перед ним остановочного пункта 77 км, равно как и введены частичные маршруты до новых вышеупомянутых остановок от Чехова.
В конце августа 2019 года один поезд РА3-005 для ЦППК демонстрировался на выставке PRO//Движение. Экспо на территории депо экспериментального кольца ВНИИЖТ в Щербинке. Также 30 августа 2019 года была осуществлена первая поставка РА3 для ЦППК из двух двухвагонных составов. В октябре того же года ЦППК ввела в эксплуатацию поезда серии на маршруте Брянск-Орловский — Орёл, а чуть позже и на других неэлектрифицированных пригородных маршрутах Брянского железнодорожного узла, таких как Брянск-Орловский — Комаричи, Брянск-Орловский — Фаянсовая (включая частичный маршрут Брянск — Дятьково), Брянск-Орловский — Новозыбков (включая частичные варианты Брянск — Почеп, Брянск — Унеча, Почеп — Унеча — Новозыбков), а также на участке Орёл — Ливны с частичным маршрутом Орёл — Верховье и Орёл — Михайловский рудник. На этих маршрутах поезда РА3 заменили главным образом автомотрисы АЧ2 с вагонами АПЧ2, которые в связи с истечением назначенного срока службы в пассажирском сообщении были окончательно выведены из пассажирской эксплуатации на Брянском узле в середине 2020 года (в брянском депо ТЧ-45 осталась только служебная АЧ2-045), списаны либо переведены в другие депо, а также частично вытеснили РА2, переведённые на другие маршруты. Один из поездов ЦППК с декабря 2019 года стал эксплуатироваться на линии Голутвин — Озёры в Московской области, где заменил дизель-поезд ДП-М.
В 2020 году география распространения поездов РА3 значительно расширилась, и они стали заменять на пригородных маршрутах поезда локомотивной тяги с прицепными пассажирскими вагонами. С января-февраля 2020 года три поезда 032—034 стали работать на Горьковской железной дороге в Удмуртии на маршрутах Ижевск — Балезино — Глазов, Ижевск — Ува и Ижевск — Нижнекамск, один 031 — во Владимирской области на маршруте Ковров — Муром, а ещё три с номерами 027, 028 и 030 — в Ростовской области на маршруте Ростов-Главный — Волгодонская на Северо-Кавказской железной дороге и его части Ростов-Главный — Сальск и Ростов-Главный — Куберле. В середине 2021 года в Ростов поступил поезд 069, а с 3 июля по выходным дням ростовские поезда РА3 начали обслуживать маршрут Ростов-Главный — Ейск.
Летом 2020 года девять составов РА3 с номерами 035—043 поступили в Крым в собственность Южной пригородной пассажирской компании (ЮППК) и с июля стали обслуживать маршрут Симферополь — Джанкой — Феодосия, а позднее и другие маршруты на линиях Джанкой — Керчь (напрямую и с ответвлением на Феодосию) и Джанкой — Армянск.
Начиная с лета 2020 года, отдельные поезда РА3, обслуживающие маршруты в Удмуртии, стали временно передаваться в другие регионы России. В конце июля РА3-034 был временно передан из Удмуртии в Ивановскую область и стал обслуживать маршрут Иваново — Кинешма, впоследствии его на данном маршруте заменил состав с номером 047. В сентябре 2020 года поезд РА3-029 был временно передан в Архангельскую область и стал эксплуатироваться на ближнем городском маршруте Архангельск — Соломбалка и на дальнем региональном Архангельск — Онега. К концу 2020 года в Архангельскую область по планам должны были поступить ещё шесть поездов с номерами 053—058. Из них в эксплуатацию до конца года было введено только три поезда с номерами 053—055 на маршрутах Архангельск — Сия, Архангельск — Северодвинск и Северодвинск — Нёнокса. Вместе с ними некоторое время Северодвинское направление обслуживал и состав 029, но уже к концу месяца он был возвращён из Архангельской области в Удмуртию. Планы на составы 057 и 058 также были пересмотрены, и они были направлены для эксплуатации в Ивановскую область. В январе-феврале 2021 года СППК начала внедрение на пригородных поездах системы доступа Wi-Fi для бесплатного подключения пассажиров к Интернету. По состоянию на 3 февраля 2021 года такой системой были оснащены четыре вагона составов РА3, эксплуатируемых на Архангельском узле. Салоны таких вагонов помечаются специальными наклейками.
С начала 2021 года началась временная эксплуатация поездов РА3 на Октябрьской железной дороге в Карелии по маршруту Петрозаводск — Сортавала в статусе туристического поезда (маршрут 900-й нумерации), при этом также временно передавался один из удмуртских составов. Маршрут действовал в период новогодних праздников со 2 по 9 января 2021 года и обслуживался поездом 034, а также в течение совмещённых с праздничными длинных выходных дней в феврале (обслуживался поездом 029) и марте. В конце апреля 2021 года на Октябрьскую дорогу из пяти запланированных поездов уже на постоянной основе поступило два поезда РА3 (трёхвагонный 060 и двухвагонный 066), а в мае — ещё трёхвагонный 061, получив приписку в депо Санкт-Петербург-Балтийский. Двухвагонный поезд сразу после поступления был введён в эксплуатацию, начав обслуживать маршрут Петрозаводск — Сортавала с 1 по 9 мая, а вскоре начата и обкатка трёхвагонных поездов. C 29 мая 2021 года эти поезда были снова введены в эксплуатацию на этом маршруте в течение лета по выходным дням, а с 5 июня стали обслуживать новый маршрут Лодейное поле — Сортавала в круглогодичном режиме.
В ноябре 2020 года четыре поезда РА3 с номерами 048—051 поступили в депо Нижний Тагил Свердловской железной дороги. Первый из них совершил опытные поездки по маршрутам Екатеринбург — Полевской и Пермь — Лысьва. Запуск этих поездов состоялся в середине января 2021 года на маршрутах в окрестностях Екатеринбурга (Екатеринбург — Верхний Уфалей, Екатеринбург — Егоршино и Тюмень — Тобольск) и на маршруте Пермь — Лысьва. В дальнейшем намечена поставка ещё четырёх поездов, которые планируется запустить на направлениях от Нижнего Тагила на Алапаевск, Серов и Ивдель.
В конце 2020 года два поезда с номерами 052 и 059 поступили в депо Дёма Куйбышевской железной дороги для эксплуатации в республике Башкортостан, но вскоре планы на состав 059 были изменены, и он был переведён на обслуживание в депо Данилов и передан в Ивановскую область. В то же время поезд 052 со 2 января 2021 года начал курсировать по маршруту Уфа — Новоабзаково в период праздничных и выходных дней по 28 марта 2021 года, а со 2 апреля 2021 года начал регулярные рейсы в режиме экспресса с несколькими остановками по маршруту Уфа — Кумертау. По планам, в 2021 году в Уфу должны поступить ещё три поезда серии (по состоянию на май прибыл поезд 065).
- Запуск поезда РА3-029 в Архангельске по маршруту на Онегу. Обзор салона и кабины
- Эксплуатация поезда РА3-048 в Нижнем Тагиле. Обзор салона и кабины
- Запуск поезда РА3-052 в Уфе по маршруту на Кумертау. Обзор салона и кабины

В январе 2021 года началась обкатка поездов РА3 на трёх новых маршрутах в Ивановской области, а в начале февраля они были введены в пассажирскую эксплуатацию вместо поездов локомотивной тяги: с 1 февраля «Орланы» начали курсировать по маршрутам Иваново — Ковров и Иваново — Ярославль, а с 5 февраля также по сокращённому маршруту Иваново — Нерехта, являющегося частью маршрута до Ярославля. На этих маршрутах были задействованы новые поезда с номерами 057—059. Позднее с 10 мая 2021 года маршрут на Ярославль был отменён, но одновременно были введены дополнительные частичные маршруты Иваново — Шуя на линии Иваново — Ковров и Иваново — Фурманов на линии Иваново — Нерехта, а также объединённый маршрут Шуя — Иваново — Нерехта. Неделю спустя с 17 мая поезда РА3 также начали обслуживать линию Иваново — Александров с частичными маршрутами Иваново — Тейково, Тейково — Гаврилов Посад, Иваново — Гаврилов Посад и Иваново — Юрьев-Польский.
Также 5 февраля 2021 года состоялся демонстрационный рейс поезда РА3-023 в Курской области на участке Курск — Свобода (в северном направлении от Курска). После этого поезд был введён в эксплуатацию на регулярной основе по маршруту Курск — Глушково и его части Курск — Льгов вместо РА2 в юго-западном направлении. Во второй половине февраля планировался ввод эксплуатацию ещё одного состава на другом направлении.
Данные о приписке и маршрутах поездов РА3 на май 2021 года:
| Оператор     | Дорога            | Депо                             | Количество составов | Номера составов                          | Маршрут поезда                                                    | Период действия                                                                          |
| ------------ | ----------------- | -------------------------------- | ------------------- | ---------------------------------------- | ----------------------------------------------------------------- | ---------------------------------------------------------------------------------------- |
| ПК «Сахалин» | Дальневосточная   | ТЧЭ-15 Южно-Сахалинское          | 6                   | 024—026, 044—046                         | Южно-Сахалинск — Томари                                           | с 01.09.2019                                                                             |
| ПК «Сахалин» | Дальневосточная   | ТЧЭ-15 Южно-Сахалинское          | 6                   | 024—026, 044—046                         | Южно-Сахалинск — Корсаков                                         | с 01.09.2019                                                                             |
| ПК «Сахалин» | Дальневосточная   | ТЧЭ-15 Южно-Сахалинское          | 6                   | 024—026, 044—046                         | Южно-Сахалинск — Дальнее                                          | с 01.09.2019                                                                             |
| ПК «Сахалин» | Дальневосточная   | ТЧЭ-15 Южно-Сахалинское          | 6                   | 024—026, 044—046                         | Южно-Сахалинск — Поронайск                                        | c 01.02.2021                                                                             |
| ПК «Сахалин» | Дальневосточная   | ТЧЭ-15 Южно-Сахалинское          | 6                   | 024—026, 044—046                         | Томари — Чехов — Холмск                                           | с 01.09.2019                                                                             |
| ПК «Сахалин» | Дальневосточная   | ТЧЭ-15 Южно-Сахалинское          | 6                   | 024—026, 044—046                         | Томари — Чехов — Холмск — 77 км — Чёртов мост (продление)         | c 01.05.2021 до осени 2021т                                                              |
| ЦППК         | Московская        | ТЧ-45 Брянск-I                   | 23                  | 001—023                                  | Брянск-Орловский — Орёл                                           | с 10.2019                                                                                |
| ЦППК         | Московская        | ТЧ-45 Брянск-I                   | 23                  | 001—023                                  | Брянск-Орловский — Комаричи                                       | c 10.2019                                                                                |
| ЦППК         | Московская        | ТЧ-45 Брянск-I                   | 23                  | 001—023                                  | Брянск-Орловский — Дятьково — Фаянсовая                           | c 10.2019                                                                                |
| ЦППК         | Московская        | ТЧ-45 Брянск-I                   | 23                  | 001—023                                  | Брянск-Орловский — Почеп — Унеча — Новозыбков                     | не позже 02.2020                                                                         |
| ЦППК         | Московская        | ТЧ-45 Брянск-I                   | 23                  | 001—023                                  | Рославль-1 — Жуковка                                              | не позже 02.2020                                                                         |
| ЦППК         | Московская        | ТЧ-45 Брянск-I                   | 23                  | 001—023                                  | Орёл — Верховье — Ливны                                           | не позже лета 2020                                                                       |
| ЦППК         | Московская        | ТЧ-45 Брянск-I                   | 23                  | 001—023                                  | Орёл — Михайловский рудник                                        | не позже лета 2020                                                                       |
| ЦППК         | Московская        | ТЧ-45 Брянск-I                   | 23                  | 001—023                                  | Голутвин — Озёры                                                  | с 12.2019                                                                                |
| ЦППК         | Московская        | ТЧ-45 Брянск-I                   | 23                  | 001—023                                  | Курск — Льгов — Глушково                                          | с 05.02.2021                                                                             |
| РЖД          | Горьковская       | ТЧ-18 Канаш                      | 5                   | 029, 031—034                             | Ижевск — Балезино — Глазов                                        | c 18.02.2020 (до Балезино c 01.01.2020)                                                  |
| РЖД          | Горьковская       | ТЧ-18 Канаш                      | 5                   | 029, 031—034                             | Ижевск — Ува                                                      | c 05.02.2020                                                                             |
| РЖД          | Горьковская       | ТЧ-18 Канаш                      | 5                   | 029, 031—034                             | Ижевск — Нижнекамск                                               | c 19.02.2020                                                                             |
| РЖД          | Горьковская       | ТЧ-18 Канаш                      | 5                   | 029, 031—034                             | Ковров — Муром                                                    | с 02.2020                                                                                |
| СКППК        | Северо-Кавказская | ТЧМ-4 Ростов-Главный             | 4                   | 027, 028, 030, 069                       | Ростов-Главный — Сальск — Куберле — Волгодонская                  | с 07.02.2020                                                                             |
| СКППК        | Северо-Кавказская | ТЧМ-4 Ростов-Главный             | 4                   | 027, 028, 030, 069                       | Ростов-Главный — Ейск                                             | с 03.07.2021                                                                             |
| ЮППК         | Крымская          | ТЧ-1 Симферополь                 | 9                   | 035—043                                  | Симферополь — Феодосия                                            | с 01.07.2020                                                                             |
| ЮППК         | Крымская          | ТЧ-1 Симферополь                 | 9                   | 035—043                                  | Феодосия — Керчь                                                  | с 15.07.2020                                                                             |
| ЮППК         | Крымская          | ТЧ-1 Симферополь                 | 9                   | 035—043                                  | Джанкой — Керчь                                                   | с 15.07.2020                                                                             |
| ЮППК         | Крымская          | ТЧ-1 Симферополь                 | 9                   | 035—043                                  | Феодосия — Армянск                                                | с 15.07.2020                                                                             |
| ЮППК         | Крымская          | ТЧ-1 Симферополь                 | 9                   | 035—043                                  | Джанкой — Армянск                                                 | с 15.07.2020                                                                             |
| СППК         | Северная          | ТЧ-4 Данилов                     | 16                  | 047, 053—059, 062—064, 067, 068, 070—072 | Иваново — Кинешма                                                 | с 30.07.2020                                                                             |
| СППК         | Северная          | ТЧ-4 Данилов                     | 16                  | 047, 053—059, 062—064, 067, 068, 070—072 | Иваново — Шуя — Ковров-1                                          | с 01.02.2021 (до Шуи с 10.05.2021)                                                       |
| СППК         | Северная          | ТЧ-4 Данилов                     | 16                  | 047, 053—059, 062—064, 067, 068, 070—072 | Иваново — Ярославль                                               | с 01.02.2021 по 09.05.2021                                                               |
| СППК         | Северная          | ТЧ-4 Данилов                     | 16                  | 047, 053—059, 062—064, 067, 068, 070—072 | Иваново — Фурманов — Нерехта                                      | с 05.02.2021 (до Фурманова с 10.05.2021)                                                 |
| СППК         | Северная          | ТЧ-4 Данилов                     | 16                  | 047, 053—059, 062—064, 067, 068, 070—072 | Шуя — Иваново — Нерехта                                           | с 10.05.2021                                                                             |
| СППК         | Северная          | ТЧ-4 Данилов                     | 16                  | 047, 053—059, 062—064, 067, 068, 070—072 | Иваново — Тейково — Гаврилов Посад — Юрьев-Польский — Александров | c 17.05.2021                                                                             |
| СППК         | Северная          | ТЧ-4 Данилов                     | 16                  | 047, 053—059, 062—064, 067, 068, 070—072 | Архангельск — Онега                                               | с 07.09.2020                                                                             |
| СППК         | Северная          | ТЧ-4 Данилов                     | 16                  | 047, 053—059, 062—064, 067, 068, 070—072 | Архангельск — Соломбалка                                          | с 07.09.2020                                                                             |
| СППК         | Северная          | ТЧ-4 Данилов                     | 16                  | 047, 053—059, 062—064, 067, 068, 070—072 | Архангельск — Сия                                                 | с 12.2020 или начала 2021                                                                |
| СППК         | Северная          | ТЧ-4 Данилов                     | 16                  | 047, 053—059, 062—064, 067, 068, 070—072 | Архангельск — Северодвинск                                        | с 12.2020                                                                                |
| СППК         | Северная          | ТЧ-4 Данилов                     | 16                  | 047, 053—059, 062—064, 067, 068, 070—072 | Северодвинск — Нёнокса                                            | с 12.2020                                                                                |
| СПК          | Свердловская      | ТЧ-11 Нижний Тагил               | 4                   | 048—051                                  | Пермь-I — Лысьва                                                  | с 01.2021                                                                                |
| СПК          | Свердловская      | ТЧ-11 Нижний Тагил               | 4                   | 048—051                                  | Шарташ — Егоршино — Алапаевск                                     | с 10.01.2021                                                                             |
| СПК          | Свердловская      | ТЧ-11 Нижний Тагил               | 4                   | 048—051                                  | Екатеринбург-Пасс. — Верхний Уфалей                               | с 15.01.2021                                                                             |
| РЖД          | Куйбышевская      | ТЧ-21 Дёма                       | 2                   | 052, 065                                 | Уфа — Новоабзаково                                                | с 02.01.2021 по 28.03.2021                                                               |
| РЖД          | Куйбышевская      | ТЧ-21 Дёма                       | 2                   | 052, 065                                 | Уфа — Кумертау                                                    | с 02.04.2021                                                                             |
| РЖД          | Октябрьская       | ТЧ-15 Санкт-Петербург Балтийский | 3                   | 060, 061, 066                            | Петрозаводск — Сортавала                                          | с 02 по 09.01.2021 с 21 по 23.02.2021 с 06 по 08.03.2021 с 01 по 09.05.2021 с 29.05.2021 |
| РЖД          | Октябрьская       | ТЧ-15 Санкт-Петербург Балтийский | 3                   | 060, 061, 066                            | Лодейное поле — Сортавала                                         | с 05.06.2021                                                                             |

Имеются также сведения о приписке РА3 к депо ТЧ-32 ЮУЖД (Челябинск), ТЧ-7 КбшЖД (Рузаевка) и ТЧ-5 ЮВЖД (Отрожка).

### Оценка эксплуатации
За время эксплуатации поезда РА3 получили от перевозчиков АО «ЦППК» и ОАО «РЖД» в основном положительные отзывы. Среди достоинств новых поездов по сравнению с предшественниками машинистами были отмечены удобство управления ими за счёт увеличенного пространства кабины, улучшенной эргономики и расположения приборов управления, наличие микропроцессорной системы управления с широким функционалом и автоматической диагностикой неполадок, быстрый доступ к тормозному оборудованию и защитным выключателям, наличие климатической системы кондиционирования и отопления, хорошая плавность хода и динамика разгона и торможения, а также возможность эксплуатации поездов по системе многих единиц.
В то же время в результате анализа эксплуатации РА3 был выявлен ряд недостатков. В ходе прошедшего в феврале 2021 года в Ярославле семинара по вопросам эксплуатации и ремонта этих поездов наряду с их достоинствами было уделено внимание некоторым недостаткам и высказаны пожелания железнодорожников по улучшению модели. Рекомендовано снабдить вагоны наружными камерами видеонаблюдения для контроля посадки-высадки пассажиров и состояния поезда, предусмотреть вывод на монитор системы управления информации о предотказном состоянии узлов управления и силовой установки, установить в салонах столики для пассажиров. Отмечено, что для открытия межсалонной раздвижной двери требуется большое усилие. Защитный козырёк от солнца ограничивает видимость помощнику машиниста в положении стоя. При задании максимальной скорости для данного участка система автоведения допускает её превышение на 2—3 км/ч. В зимнее время снег забивается в автосцепку головных вагонов и другие важные узлы, а также налипает на стекло прожектора. Представители завода-изготовителя пообещали принять меры, в том числе внести изменения в уже эксплуатируемые поезда.
Со стороны пассажиров также были озвучены претензии на неудобство кресел в салонах третьего класса при длительных поездках на протяжённых маршрутах и отсутствие в них приоконных столиков.

### Транспортные происшествия
Первые транспортные происшествия с участием РА3 отмечены в августе 2020 года. В течение этого месяца состав РА3-034 трижды попадал в разные незначительные инциденты (жертв и серьёзно пострадавших нет).
- В 9 часов 29 минут 2 августа 2020 года РА3-034, следующий рейсом № 7004 Кинешма — Иваново, столкнулся с легковым автомобилем, проехавшим на запрещающий сигнал на переезде Каминский — Ермолино. Поезд продолжил движение с опозданием на 8 минут[16][17][195]. Водитель автомобиля с места происшествия скрылся[197].
- В тот же день, после отправления РА3-034 со станции Вичуга, несколько подростков забросали его камнями, один из которых частично пробил окно (внутреннее стекло выдержало удар). По записям с камер видеонаблюдения удалось установить личности причастных к происшествию[16][17][196].
- В 11 часов 56 минут 18 августа 2020 года произошёл наезд РА3-034, следовавшего по маршруту Иваново — Кинешма, на бетонный пикетный столб, вкопанный между рельсами. Благодаря бдительности машиниста, во время происшествия удалось значительно сбросить скорость. Состав двигался со скоростью около 100 км/ч, поэтому экстренное торможение не обеспечило полной остановки до столкновения. Пострадало декоративное покрытие вагона[16][17][197].

### Комментарии
1. 1 2 3 4 5  Приведённая в официальных источниках вместимость вагона 753.11 меньше, чем у вагона 753.10, имеющего большее число кресел. Это верно только при условии, что площадка с местами для инвалидов не занята стоящими пассажирами.
2. ↑  По осям сцепных устройств.
3. 1 2  Указаны значения для новых и максимально изношенных колёс.
4. 1 2 3  Приведено для значения метрической лошадиной силы. В статье-источнике указана мощность одного дизеля 482 л.с. — в пересчёте на механические лошадиные силы.
5. 1 2 3 4 5  При расчётной населённости на прямом горизонтальном участке пути.
6. ↑  Бо́льшая часть Крымского полуострова  является объектом территориальных разногласий между Россией, контролирующей спорную территорию, и Украиной, в пределах признанных большинством государств — членов ООН границ которой спорная территория находится.
7. 1 2 3 4 5 6  ПК «Сахалин», АО «Центральная ППК», АО «Северо-Кавказская ППК», АО «Северная ППК» и АО «Свердловская ПК» эксплуатируют подвижной состав на инфраструктуре ОАО «РЖД».
8. 1 2  ООО «Южная ППК» эксплуатирует подвижной состав на инфраструктуре ФГУП «Крымская железная дорога».
9. ↑  Этот объект расположен на территории Крымского полуострова, бо́льшая часть которого  является объектом территориальных разногласий между Россией, контролирующей спорную территорию, и Украиной, в пределах признанных большинством государств — членов ООН границ которой спорная территория находится.
10. ↑  Высокая платформа — платформа, высота которой над уровнем головки рельса (УГР) составляет 1100 мм. Средняя платформа — платформа, высота которой над УГР составляет 550 мм. Низкая платформа — платформа, высота которой над УГР не более 200 мм[30].
11. ↑  Зависит от конфигурации салона; в скобках приведены данные по варианту салона с двумя дополнительными сиденьями напротив спинок для инвалидных колясок. Дата обращения: 2 апреля 2021. Архивировано 30 мая 2019 года.
12. 1 2 3 4  Согласно действующему в России стандарту ГОСТ 33327-2015. Дата обращения: 21 апреля 2021. Архивировано 23 апреля 2021 года., для рельсовых автобусов расчётной считается заполненность при плотности стоячих пассажиров в 3 чел/м², а максимальной — 7 чел/м². Расчёты в официальных источниках приведены из условия занятости всех сидячих мест, кроме откидных, и незанятости стоячими пассажирами площадки для инвалидных колясок.
13. 1 2 3 4 5 6 7 8  Зависит от условий эксплуатации
14. ↑  Осевая формула советской системы, в отличие от системы UIC, не отражает наличие/отсутствие передачи между осями в тележке.